# Maison de Lorraine
La maison de Lorraine est une maison autrefois souveraine remontant au moins au XIe siècle. Elle prit le nom de Lorraine avec Gérard d'Alsace (mort en 1070), fait duc de Lorraine par l'empereur germanique Henri III, après son frère Adalbert.

## Origine

### Une origine controversée
Sur l'origine de la maison de Lorraine, Jean Cayon écrit : 
« L’origine de la maison de Lorraine a été entourée de beaucoup de nuages et vivement controversée (...) Tour à tour, on la fit descendre de la maison de Bouillon (...) d’autres la dirent issue de la ligne masculine de Charlemagne , ou des premiers comtes de Flandres, ou de la maison de Louvain, investie du duché de la Basse-Lorraine en 1106 (...) La cause principale de ces erreurs, ainsi que le remarque un des premiers Louis Chantreau Le Febvre dans ses considérations historiques sur la généalogie de la maison de Lorraine, vient de ce qu’on n’avait su faire la distinction des duchés de la Haute et de la Basse-Lorraine, créés en 953. »
« En 1048, Gérard, comte d'Alsace, fils de Gérard, comte d'Alsace mort en 1046, et de Gisèle, petit-fils d'Adalbert, comte d'Alsace (en 1033), fut investi du duché de la Haute Lorraine par l'empereur Henri III. »

### Certitudes et opinions contemporaines

#### Certitudes
L'analyse contemporaine des documents datant du XIe siècle permettent d'établir les deux générations qui précèdent Gérard d'Alsace. La plus ancienne génération certaine est une fratrie composée de Gérard, Adalbert et Adélinde, :
- Gérard, comte, probablement de Metz, mort entre 1021 et 1033, épousa Eve, fille du comte Sigefroid, ancêtre des comtes de Luxembourg. De ce mariage sont nés deux enfants : Sigfried, mort entre 1017 et 1020, et Berscinde, abbesse de Remiremont ;
- Adélinde épousa Henri de Franconie, comte en Wormsgau, et est la mère de l'empereur Conrad II le Salique et de plusieurs autres enfants ;
- Adalbert fut comte de Metz, mort en 1037. Une donation datée du 12 juin 1037 en faveur de l'abbaye de Saint-Mathieu le dit dux et marchio Lotoringie. Il a épousé Judith qui donne naissance à un seul fils, prénommé Gérard[3],[4].

Gérard, fils d'Adalbert, est mort en 1045. Il est dit comte d'Alsace dans une charte de mai 1038 où il met fin à un litige contre l'abbaye de Remiremont. Il épouse une Gisèle, qui donne naissance à Adalbert, duc de Lorraine en 1047, Gérard, comte de Metz, puis duc de Lorraine en 1047, Conrad, Adalberon, Beatrix, Odelric, Cuno, Oda, abbesse de Remiremont de 1048 à 1071, Azelinus, Ida et Adelheid, ainsi que l'affirme la Notitiæ Fundationis Monasterii Bosonis-Villæ (Notice de la fondation du monastère de Bouzonville),.
|                    |                    |                    |                    |                    |                    |  |  |                                    |                                    |                                    |                                    |                                    |                                    |  |  |                                                 |                                                 |                                                 |                                                 |                                                 |                                                 |                                      |                                      |                                      |                                      |  |  |                                             |                                             |                                             |                                             |                                             |                                             |                       |                       |                                           |                                           |                                           |                                           |                                           |                                           |        |        |                                       |                                       |                                       |                                       |                                       |                                       |  |  |                         |                         |                         |                         |                         |                         |  |  |
|                    |                    |                    |                    |                    |                    |  |  |                                    |                                    |                                    |                                    |                                    |                                    |  |  |                                                 |                                                 |                                                 |                                                 |                                                 |                                                 |                                      |                                      |                                      |                                      |  |  |                                             |                                             |                                             |                                             |                                             |                                             |                       |                       |                                           |                                           |                                           |                                           |                                           |                                           |        |        |                                       |                                       |                                       |                                       |                                       |                                       |  |  |                         |                         |                         |                         |                         |                         |  |  |
| Eva                | Eva                | Eva                | Eva                | Eva                | Eva                |  |  | Gérard comte de Metz († 1021/1033) | Gérard comte de Metz († 1021/1033) | Gérard comte de Metz († 1021/1033) | Gérard comte de Metz († 1021/1033) | Gérard comte de Metz († 1021/1033) | Gérard comte de Metz († 1021/1033) |  |  | Adelinde x Henri de Franconie comte en Wormsgau | Adelinde x Henri de Franconie comte en Wormsgau | Adelinde x Henri de Franconie comte en Wormsgau | Adelinde x Henri de Franconie comte en Wormsgau | Adelinde x Henri de Franconie comte en Wormsgau | Adelinde x Henri de Franconie comte en Wormsgau |                                      |                                      |                                      |                                      |  |  | Adalbert comte de Metz († 1033)             | Adalbert comte de Metz († 1033)             | Adalbert comte de Metz († 1033)             | Adalbert comte de Metz († 1033)             | Adalbert comte de Metz († 1033)             | Adalbert comte de Metz († 1033)             |                       |                       | Judith                                    | Judith                                    | Judith                                    | Judith                                    | Judith                                    | Judith                                    |        |        |                                       |                                       |                                       |                                       |                                       |                                       |  |  |                         |                         |                         |                         |                         |                         |  |  |
| Eva                | Eva                | Eva                | Eva                | Eva                | Eva                |  |  | Gérard comte de Metz († 1021/1033) | Gérard comte de Metz († 1021/1033) | Gérard comte de Metz († 1021/1033) | Gérard comte de Metz († 1021/1033) | Gérard comte de Metz († 1021/1033) | Gérard comte de Metz († 1021/1033) |  |  | Adelinde x Henri de Franconie comte en Wormsgau | Adelinde x Henri de Franconie comte en Wormsgau | Adelinde x Henri de Franconie comte en Wormsgau | Adelinde x Henri de Franconie comte en Wormsgau | Adelinde x Henri de Franconie comte en Wormsgau | Adelinde x Henri de Franconie comte en Wormsgau |                                      |                                      |                                      |                                      |  |  | Adalbert comte de Metz († 1033)             | Adalbert comte de Metz († 1033)             | Adalbert comte de Metz († 1033)             | Adalbert comte de Metz († 1033)             | Adalbert comte de Metz († 1033)             | Adalbert comte de Metz († 1033)             |                       |                       | Judith                                    | Judith                                    | Judith                                    | Judith                                    | Judith                                    | Judith                                    |        |        |                                       |                                       |                                       |                                       |                                       |                                       |  |  |                         |                         |                         |                         |                         |                         |  |  |
|                    |                    |                    |                    |                    |                    |  |  |                                    |                                    |                                    |                                    |                                    |                                    |  |  |                                                 |                                                 |                                                 |                                                 |                                                 |                                                 |                                      |                                      |                                      |                                      |  |  |                                             |                                             |                                             |                                             |                                             |                                             |                       |                       |                                           |                                           |                                           |                                           |                                           |                                           |        |        |                                       |                                       |                                       |                                       |                                       |                                       |  |  |                         |                         |                         |                         |                         |                         |  |  |
|                    |                    |                    |                    |                    |                    |  |  |                                    |                                    |                                    |                                    |                                    |                                    |  |  |                                                 |                                                 |                                                 |                                                 |                                                 |                                                 |                                      |                                      |                                      |                                      |  |  |                                             |                                             |                                             |                                             |                                             |                                             |                       |                       |                                           |                                           |                                           |                                           |                                           |                                           |        |        |                                       |                                       |                                       |                                       |                                       |                                       |  |  |                         |                         |                         |                         |                         |                         |  |  |
| Siegfried († 1017) | Siegfried († 1017) | Siegfried († 1017) | Siegfried († 1017) | Siegfried († 1017) | Siegfried († 1017) |  |  | Bercinda abbesse de Remiremont     | Bercinda abbesse de Remiremont     | Bercinda abbesse de Remiremont     | Bercinda abbesse de Remiremont     | Bercinda abbesse de Remiremont     | Bercinda abbesse de Remiremont     |  |  | Conrad II empereur (990 † 1039)                 | Conrad II empereur (990 † 1039)                 | Conrad II empereur (990 † 1039)                 | Conrad II empereur (990 † 1039)                 | Conrad II empereur (990 † 1039)                 | Conrad II empereur (990 † 1039)                 |                                      |                                      |                                      |                                      |  |  |                                             |                                             |                                             |                                             | Gérard comte († 1045)                       | Gérard comte († 1045)                       | Gérard comte († 1045) | Gérard comte († 1045) | Gérard comte († 1045)                     | Gérard comte († 1045)                     |                                           |                                           | Gisèle                                    | Gisèle                                    | Gisèle | Gisèle | Gisèle                                | Gisèle                                |                                       |                                       |                                       |                                       |  |  |                         |                         |                         |                         |                         |                         |  |  |
| Siegfried († 1017) | Siegfried († 1017) | Siegfried († 1017) | Siegfried († 1017) | Siegfried († 1017) | Siegfried († 1017) |  |  | Bercinda abbesse de Remiremont     | Bercinda abbesse de Remiremont     | Bercinda abbesse de Remiremont     | Bercinda abbesse de Remiremont     | Bercinda abbesse de Remiremont     | Bercinda abbesse de Remiremont     |  |  | Conrad II empereur (990 † 1039)                 | Conrad II empereur (990 † 1039)                 | Conrad II empereur (990 † 1039)                 | Conrad II empereur (990 † 1039)                 | Conrad II empereur (990 † 1039)                 | Conrad II empereur (990 † 1039)                 |                                      |                                      |                                      |                                      |  |  |                                             |                                             |                                             |                                             | Gérard comte († 1045)                       | Gérard comte († 1045)                       | Gérard comte († 1045) | Gérard comte († 1045) | Gérard comte († 1045)                     | Gérard comte († 1045)                     |                                           |                                           | Gisèle                                    | Gisèle                                    | Gisèle | Gisèle | Gisèle                                | Gisèle                                |                                       |                                       |                                       |                                       |  |  |                         |                         |                         |                         |                         |                         |  |  |
|                    |                    |                    |                    |                    |                    |  |  |                                    |                                    |                                    |                                    |                                    |                                    |  |  |                                                 |                                                 |                                                 |                                                 |                                                 |                                                 |                                      |                                      |                                      |                                      |  |  |                                             |                                             |                                             |                                             |                                             |                                             |                       |                       |                                           |                                           |                                           |                                           |                                           |                                           |        |        |                                       |                                       |                                       |                                       |                                       |                                       |  |  |                         |                         |                         |                         |                         |                         |  |  |
|                    |                    |                    |                    |                    |                    |  |  |                                    |                                    |                                    |                                    |                                    |                                    |  |  |                                                 |                                                 |                                                 |                                                 |                                                 |                                                 |                                      |                                      |                                      |                                      |  |  |                                             |                                             |                                             |                                             |                                             |                                             |                       |                       |                                           |                                           |                                           |                                           |                                           |                                           |        |        |                                       |                                       |                                       |                                       |                                       |                                       |  |  |                         |                         |                         |                         |                         |                         |  |  |
|                    |                    |                    |                    |                    |                    |  |  |                                    |                                    |                                    |                                    |                                    |                                    |  |  |                                                 |                                                 |                                                 |                                                 | Adalbert duc de Lorraine (1047-1048)            | Adalbert duc de Lorraine (1047-1048)            | Adalbert duc de Lorraine (1047-1048) | Adalbert duc de Lorraine (1047-1048) | Adalbert duc de Lorraine (1047-1048) | Adalbert duc de Lorraine (1047-1048) |  |  | Gérard d'Alsace duc de Lorraine (1048-1070) | Gérard d'Alsace duc de Lorraine (1048-1070) | Gérard d'Alsace duc de Lorraine (1048-1070) | Gérard d'Alsace duc de Lorraine (1048-1070) | Gérard d'Alsace duc de Lorraine (1048-1070) | Gérard d'Alsace duc de Lorraine (1048-1070) |                       |                       | Conrad, Adalberon, Beatrix, Odelric, Cuno | Conrad, Adalberon, Beatrix, Odelric, Cuno | Conrad, Adalberon, Beatrix, Odelric, Cuno | Conrad, Adalberon, Beatrix, Odelric, Cuno | Conrad, Adalberon, Beatrix, Odelric, Cuno | Conrad, Adalberon, Beatrix, Odelric, Cuno |        |        | Oda abbesse de Remiremont (1048-1071) | Oda abbesse de Remiremont (1048-1071) | Oda abbesse de Remiremont (1048-1071) | Oda abbesse de Remiremont (1048-1071) | Oda abbesse de Remiremont (1048-1071) | Oda abbesse de Remiremont (1048-1071) |  |  | Azelinus, Ida, Adelheid | Azelinus, Ida, Adelheid | Azelinus, Ida, Adelheid | Azelinus, Ida, Adelheid | Azelinus, Ida, Adelheid | Azelinus, Ida, Adelheid |  |  |

Le généalogiste Henri Jougla de Morenas résume ces certitudes en disant qu'« on reconnaît pour auteur à l'illustre Maison de Lorraine Aldabert, comte de Metz, comte et marquis d'Alsace, vivant en 1033, fut père de Gérard d'Alsace, qui laissa deux fils : Gérard reçut de l'Empereur Conrad en 1048 le duché de Lorraine, il laissa d'Edwige de Namur deux fils, ... ».

#### Opinions contemporaines
Cependant, l'origine de la fratrie initiale (Gérard, Adelinde et Adalbert) est actuellement l'objet de deux opinions différentes. Elle serait issue :
- soit des Étichonides de la maison d'Alsace, selon des généalogistes contemporains comme le docteur Dugast Rouillé (1919 † 1987)[6] ou plus récemment Henry Bogdan[7] ;
- soit des Matfried, comtes de Metz, eux-mêmes issus des Girardides, selon Eduard Hlawitschka[8], les Europäische Stammtafeln[4], Michel Parisse[9] et George Poull[10].

### Hypothèses
L'origine de la maison de Lorraine est une question étudiée par les historiens depuis le Moyen Âge. Au cours des siècles, plusieurs hypothèses ont été proposées ; certaines ne contenant pas les certitudes énoncées précédemment.

#### La synthèse de Dom Calmet
Au début du XVIIIe siècle, l'érudit dom Calmet, dans son Histoire ecclésiastique et civile de la Lorraine, réalise une synthèse et une analyse des différentes propositions :
1. La première est due à un poète anonyme du XIIe siècle qui rédigea Garin le Loherin, une des cinq chansons qui forment la geste des Lorrains. Dom Calmet conclut en disant que « personne ne fait de difficulté à avouer que Garin est un pur roman, que tout son récit est fabuleux et qu'on ne peut tirer aucune preuve directe pour la connaissance de la vraie origine de la Maison de Lorraine »[12].
2. La seconde proposition consiste à faire descendre les ducs de Lorraine des comtes de Metz, lignée instrumentalisée par l'abbé de Camp, adversaire des ducs de Lorraine pour en rabaisser l'origine. Dom Calmet montre que les comtes de Metz étaient des seigneurs puissants en Lorraine, mais qu'aucune preuve ne permet d'établir la transmission héréditaire du comté de Metz aux IXe siècle et Xe siècle. De plus, il remarque qu'une autre liste de comtes de Metz totalement différente existe pour cette période[13].
3. D'autres historiens, comme le Père Jean d'Auxy, cordelier, puis Thierry Alix, président de la Chambre des Comptes de Lorraine, ont proposé un troisième système, selon lequel qu'un certain Charles Inach, fils du roi Godefroy des Cimbres et exilé par son père vint à Rome et enleva Germania, sœur de Jules César. Trois enfants naquirent de cette union, Siniane, que César maria à Salvius Brabon, lequel reçut le Brabant, Octavius Germain, qui reçut les pays de Tongres et de Cologne et Lother, qui reçut la Moselanne, renommée ensuite Lotherrene, mais Dom Calmet dénonce ces allégations comme pure fiction[14].
4. L'hypothèse mise en avant par l'historiographie lorraine est que les ducs de Lorraine sont issus en ligne masculine de Charlemagne par son descendant direct Charles, duc de Lorraine, et son fils Otton. À leur mort sans fils, le duché de Lorraine serait passé à leur plus proche parent en lignée masculine, Godefroy, duc de Boulogne, dont descendent Godefroy de Bouillon et ses frères Eustache, Baudouin et Guillaume. Ce dernier épousa Mathilde, fille de Gérard d'Alsace et fut père du duc Thierry, dont descendent les ducs de Lorraine. Dom Calmet conteste totalement cette théorie, montrant que Godefroy de Bouillon ne peut pas être issu en lignée masculine de Charlemagne, même si c'est le cas en lignée féminine, et que le duc Thierry II est fils de Gérard d'Alsace, et non petit-fils par sa mère. De plus Charles, Otton et Godefroy de Bouillon étaient ducs de Basse-Lotharingie tandis que Gérard et Thierry étaient ducs de Haute-Lotharingie. Un autre argument des historiens lorrains était la prétention des ducs de Lorraine sur le trône de Jérusalem, mais dom Calmet montre que cette prétention provient de la maison d'Anjou qui unit sa destinée avec la maison de Lorraine par le mariage de René d'Anjou avec Isabelle de Lorraine[15]. Ce système avait cependant la faveur des ducs de Lorraine et c'est notamment par cette prétention que les ducs de Guise, cadets de Lorraine, prétendaient au trône de France pendant les guerres de Religion.
5. Un moine de l'abbaye de Muri affirme dans sa Chronique, rédigée en 1128, qu'Itta, épouse de Radbot de Habsbourg, était sœur du duc Thierry et de Cuno, comte de Rhinfeld et que Thierry était père du duc Gérard (de Lorraine) et que ce dernier engendra Gérard d'Egesheim, père d'Étienne et d'Udarich. Dom Calmet montre rapidement l'impossibilité de cette affirmation[16].
6. Selon la sixième hypothèse, la maison de Lorraine et celle de Habsbourg sont issues de la Maison d'Alsace que certains disent issue des maires du palais Aega et Erchinoald, ce dernier étant apparenté au roi Dagobert Ier[17].
7. Cette septième proposition reprend l'origine de la maison de Lorraine dans la maison d'Alsace, mais la dit issue des ducs d'Alémanie[18].

En conclusion, dom Calmet présente la sixième hypothèse comme la plus vraisemblable.

#### L'origine étichonide
Au cours des deux siècles qui suivent, l'origine de la maison de Lorraine dans la maison d'Alsace fit l'unanimité et l'on voit rapidement le mariage entre le duc François III de Lorraine et l'impératrice Marie Thérèse de Habsbourg comme la réunion des deux branches survivantes de la maison d'Alsace.
Cette origine est reprise entre autres au XIXe siècle par Nicolas Viton de Saint-Allais (1773 † 1842) et au XXe siècle par des généalogistes comme le docteur Dugast Rouillé (1919 † 1987) ou plus récemment Henry Bogdan.
L'origine de la maison de Lorraine dans la maison d'Alsace peut se résumer à ce tableau :
|                                    |                                    |                                    |                                    |                                                 |                                                 |                                                 |                                                 |                                                 |                                                 |                                      |                                      |                                      |                                      | Etichon-Adalric comte d'Alsace († 690) | Etichon-Adalric comte d'Alsace († 690) | Etichon-Adalric comte d'Alsace († 690) | Etichon-Adalric comte d'Alsace († 690) | Etichon-Adalric comte d'Alsace († 690) | Etichon-Adalric comte d'Alsace († 690) |                                    |                                    | Berswinde                            | Berswinde                            | Berswinde                            | Berswinde                            | Berswinde                            | Berswinde                            |                                      |                                      |                                             |                                             |                                             |                                             |                                             |                                             |                                |                                |                     |                     |                     |                     |                     |                     |  |  |  |  |  |  |  |  |  |  |  |  |  |  |  |  |  |  |  |  |
|                                    |                                    |                                    |                                    |                                                 |                                                 |                                                 |                                                 |                                                 |                                                 |                                      |                                      |                                      |                                      | Etichon-Adalric comte d'Alsace († 690) | Etichon-Adalric comte d'Alsace († 690) | Etichon-Adalric comte d'Alsace († 690) | Etichon-Adalric comte d'Alsace († 690) | Etichon-Adalric comte d'Alsace († 690) | Etichon-Adalric comte d'Alsace († 690) |                                    |                                    | Berswinde                            | Berswinde                            | Berswinde                            | Berswinde                            | Berswinde                            | Berswinde                            |                                      |                                      |                                             |                                             |                                             |                                             |                                             |                                             |                                |                                |                     |                     |                     |                     |                     |                     |  |  |  |  |  |  |  |  |  |  |  |  |  |  |  |  |  |  |  |  |
|                                    |                                    |                                    |                                    |                                                 |                                                 |                                                 |                                                 |                                                 |                                                 |                                      |                                      |                                      |                                      |                                        |                                        |                                        |                                        |                                        |                                        |                                    |                                    |                                      |                                      |                                      |                                      |                                      |                                      |                                      |                                      |                                             |                                             |                                             |                                             |                                             |                                             |                                |                                |                     |                     |                     |                     |                     |                     |  |  |  |  |  |  |  |  |  |  |  |  |  |  |  |  |  |  |  |  |
|                                    |                                    |                                    |                                    |                                                 |                                                 |                                                 |                                                 |                                                 |                                                 |                                      |                                      |                                      |                                      |                                        |                                        |                                        |                                        |                                        |                                        |                                    |                                    |                                      |                                      |                                      |                                      |                                      |                                      |                                      |                                      |                                             |                                             |                                             |                                             |                                             |                                             |                                |                                |                     |                     |                     |                     |                     |                     |  |  |  |  |  |  |  |  |  |  |  |  |  |  |  |  |  |  |  |  |
|                                    |                                    |                                    |                                    | Adalbert duc d'Alsace († 722)                   | Adalbert duc d'Alsace († 722)                   | Adalbert duc d'Alsace († 722)                   | Adalbert duc d'Alsace († 722)                   | Adalbert duc d'Alsace († 722)                   | Adalbert duc d'Alsace († 722)                   |                                      |                                      |                                      |                                      |                                        |                                        |                                        |                                        |                                        |                                        |                                    |                                    |                                      |                                      |                                      |                                      |                                      |                                      |                                      |                                      | Etichon II comte de Nordgau († 720)         | Etichon II comte de Nordgau († 720)         | Etichon II comte de Nordgau († 720)         | Etichon II comte de Nordgau († 720)         | Etichon II comte de Nordgau († 720)         | Etichon II comte de Nordgau († 720)         |                                |                                |                     |                     |                     |                     |                     |                     |  |  |  |  |  |  |  |  |  |  |  |  |  |  |  |  |  |  |  |  |
|                                    |                                    |                                    |                                    | Adalbert duc d'Alsace († 722)                   | Adalbert duc d'Alsace († 722)                   | Adalbert duc d'Alsace († 722)                   | Adalbert duc d'Alsace († 722)                   | Adalbert duc d'Alsace († 722)                   | Adalbert duc d'Alsace († 722)                   |                                      |                                      |                                      |                                      |                                        |                                        |                                        |                                        |                                        |                                        |                                    |                                    |                                      |                                      |                                      |                                      |                                      |                                      |                                      |                                      | Etichon II comte de Nordgau († 720)         | Etichon II comte de Nordgau († 720)         | Etichon II comte de Nordgau († 720)         | Etichon II comte de Nordgau († 720)         | Etichon II comte de Nordgau († 720)         | Etichon II comte de Nordgau († 720)         |                                |                                |                     |                     |                     |                     |                     |                     |  |  |  |  |  |  |  |  |  |  |  |  |  |  |  |  |  |  |  |  |
|                                    |                                    |                                    |                                    | Luitfrid Ier duc d'Alsace († 767)               | Luitfrid Ier duc d'Alsace († 767)               | Luitfrid Ier duc d'Alsace († 767)               | Luitfrid Ier duc d'Alsace († 767)               | Luitfrid Ier duc d'Alsace († 767)               | Luitfrid Ier duc d'Alsace († 767)               |                                      |                                      |                                      |                                      |                                        |                                        |                                        |                                        |                                        |                                        |                                    |                                    |                                      |                                      |                                      |                                      |                                      |                                      |                                      |                                      | Albéric Ier comte de Nordgau († 735 ou 760) | Albéric Ier comte de Nordgau († 735 ou 760) | Albéric Ier comte de Nordgau († 735 ou 760) | Albéric Ier comte de Nordgau († 735 ou 760) | Albéric Ier comte de Nordgau († 735 ou 760) | Albéric Ier comte de Nordgau († 735 ou 760) |                                |                                |                     |                     |                     |                     |                     |                     |  |  |  |  |  |  |  |  |  |  |  |  |  |  |  |  |  |  |  |  |
|                                    |                                    |                                    |                                    | Luitfrid Ier duc d'Alsace († 767)               | Luitfrid Ier duc d'Alsace († 767)               | Luitfrid Ier duc d'Alsace († 767)               | Luitfrid Ier duc d'Alsace († 767)               | Luitfrid Ier duc d'Alsace († 767)               | Luitfrid Ier duc d'Alsace († 767)               |                                      |                                      |                                      |                                      |                                        |                                        |                                        |                                        |                                        |                                        |                                    |                                    |                                      |                                      |                                      |                                      |                                      |                                      |                                      |                                      | Albéric Ier comte de Nordgau († 735 ou 760) | Albéric Ier comte de Nordgau († 735 ou 760) | Albéric Ier comte de Nordgau († 735 ou 760) | Albéric Ier comte de Nordgau († 735 ou 760) | Albéric Ier comte de Nordgau († 735 ou 760) | Albéric Ier comte de Nordgau († 735 ou 760) |                                |                                |                     |                     |                     |                     |                     |                     |  |  |  |  |  |  |  |  |  |  |  |  |  |  |  |  |  |  |  |  |
|                                    |                                    |                                    |                                    | Luitfrid II comte de Sundgau († 802)            | Luitfrid II comte de Sundgau († 802)            | Luitfrid II comte de Sundgau († 802)            | Luitfrid II comte de Sundgau († 802)            | Luitfrid II comte de Sundgau († 802)            | Luitfrid II comte de Sundgau († 802)            |                                      |                                      |                                      |                                      |                                        |                                        |                                        |                                        |                                        |                                        |                                    |                                    |                                      |                                      |                                      |                                      |                                      |                                      |                                      |                                      | Eberhard Ier comte de Nordgau († 800)       | Eberhard Ier comte de Nordgau († 800)       | Eberhard Ier comte de Nordgau († 800)       | Eberhard Ier comte de Nordgau († 800)       | Eberhard Ier comte de Nordgau († 800)       | Eberhard Ier comte de Nordgau († 800)       |                                |                                |                     |                     |                     |                     |                     |                     |  |  |  |  |  |  |  |  |  |  |  |  |  |  |  |  |  |  |  |  |
|                                    |                                    |                                    |                                    | Luitfrid II comte de Sundgau († 802)            | Luitfrid II comte de Sundgau († 802)            | Luitfrid II comte de Sundgau († 802)            | Luitfrid II comte de Sundgau († 802)            | Luitfrid II comte de Sundgau († 802)            | Luitfrid II comte de Sundgau († 802)            |                                      |                                      |                                      |                                      |                                        |                                        |                                        |                                        |                                        |                                        |                                    |                                    |                                      |                                      |                                      |                                      |                                      |                                      |                                      |                                      | Eberhard Ier comte de Nordgau († 800)       | Eberhard Ier comte de Nordgau († 800)       | Eberhard Ier comte de Nordgau († 800)       | Eberhard Ier comte de Nordgau († 800)       | Eberhard Ier comte de Nordgau († 800)       | Eberhard Ier comte de Nordgau († 800)       |                                |                                |                     |                     |                     |                     |                     |                     |  |  |  |  |  |  |  |  |  |  |  |  |  |  |  |  |  |  |  |  |
|                                    |                                    |                                    |                                    | Hugues Ier comte de Tours et de Sundgau († 837) | Hugues Ier comte de Tours et de Sundgau († 837) | Hugues Ier comte de Tours et de Sundgau († 837) | Hugues Ier comte de Tours et de Sundgau († 837) | Hugues Ier comte de Tours et de Sundgau († 837) | Hugues Ier comte de Tours et de Sundgau († 837) |                                      |                                      |                                      |                                      |                                        |                                        |                                        |                                        |                                        |                                        |                                    |                                    |                                      |                                      |                                      |                                      |                                      |                                      |                                      |                                      | Albéric II comte de Nordgau († 816)         | Albéric II comte de Nordgau († 816)         | Albéric II comte de Nordgau († 816)         | Albéric II comte de Nordgau († 816)         | Albéric II comte de Nordgau († 816)         | Albéric II comte de Nordgau († 816)         |                                |                                |                     |                     |                     |                     |                     |                     |  |  |  |  |  |  |  |  |  |  |  |  |  |  |  |  |  |  |  |  |
|                                    |                                    |                                    |                                    | Hugues Ier comte de Tours et de Sundgau († 837) | Hugues Ier comte de Tours et de Sundgau († 837) | Hugues Ier comte de Tours et de Sundgau († 837) | Hugues Ier comte de Tours et de Sundgau († 837) | Hugues Ier comte de Tours et de Sundgau († 837) | Hugues Ier comte de Tours et de Sundgau († 837) |                                      |                                      |                                      |                                      |                                        |                                        |                                        |                                        |                                        |                                        |                                    |                                    |                                      |                                      |                                      |                                      |                                      |                                      |                                      |                                      | Albéric II comte de Nordgau († 816)         | Albéric II comte de Nordgau († 816)         | Albéric II comte de Nordgau († 816)         | Albéric II comte de Nordgau († 816)         | Albéric II comte de Nordgau († 816)         | Albéric II comte de Nordgau († 816)         |                                |                                |                     |                     |                     |                     |                     |                     |  |  |  |  |  |  |  |  |  |  |  |  |  |  |  |  |  |  |  |  |
|                                    |                                    |                                    |                                    | Luitfrid III comte de Sundgau († 864)           | Luitfrid III comte de Sundgau († 864)           | Luitfrid III comte de Sundgau († 864)           | Luitfrid III comte de Sundgau († 864)           | Luitfrid III comte de Sundgau († 864)           | Luitfrid III comte de Sundgau († 864)           |                                      |                                      |                                      |                                      |                                        |                                        |                                        |                                        |                                        |                                        |                                    |                                    |                                      |                                      |                                      |                                      |                                      |                                      |                                      |                                      | Eberhard II comte de Nordgau († 864)        | Eberhard II comte de Nordgau († 864)        | Eberhard II comte de Nordgau († 864)        | Eberhard II comte de Nordgau († 864)        | Eberhard II comte de Nordgau († 864)        | Eberhard II comte de Nordgau († 864)        |                                |                                |                     |                     |                     |                     |                     |                     |  |  |  |  |  |  |  |  |  |  |  |  |  |  |  |  |  |  |  |  |
|                                    |                                    |                                    |                                    | Luitfrid III comte de Sundgau († 864)           | Luitfrid III comte de Sundgau († 864)           | Luitfrid III comte de Sundgau († 864)           | Luitfrid III comte de Sundgau († 864)           | Luitfrid III comte de Sundgau († 864)           | Luitfrid III comte de Sundgau († 864)           |                                      |                                      |                                      |                                      |                                        |                                        |                                        |                                        |                                        |                                        |                                    |                                    |                                      |                                      |                                      |                                      |                                      |                                      |                                      |                                      | Eberhard II comte de Nordgau († 864)        | Eberhard II comte de Nordgau († 864)        | Eberhard II comte de Nordgau († 864)        | Eberhard II comte de Nordgau († 864)        | Eberhard II comte de Nordgau († 864)        | Eberhard II comte de Nordgau († 864)        |                                |                                |                     |                     |                     |                     |                     |                     |  |  |  |  |  |  |  |  |  |  |  |  |  |  |  |  |  |  |  |  |
|                                    |                                    |                                    |                                    |                                                 |                                                 |                                                 |                                                 |                                                 |                                                 |                                      |                                      |                                      |                                      |                                        |                                        |                                        |                                        |                                        |                                        |                                    |                                    |                                      |                                      |                                      |                                      |                                      |                                      |                                      |                                      |                                             |                                             |                                             |                                             |                                             |                                             |                                |                                |                     |                     |                     |                     |                     |                     |  |  |  |  |  |  |  |  |  |  |  |  |  |  |  |  |  |  |  |  |
| Hugues II comte de Sundgau († 880) | Hugues II comte de Sundgau († 880) | Hugues II comte de Sundgau († 880) | Hugues II comte de Sundgau († 880) | Hugues II comte de Sundgau († 880)              | Hugues II comte de Sundgau († 880)              |                                                 |                                                 | Luitfrid IV comte de Sundgau († 910)            | Luitfrid IV comte de Sundgau († 910)            | Luitfrid IV comte de Sundgau († 910) | Luitfrid IV comte de Sundgau († 910) | Luitfrid IV comte de Sundgau († 910) | Luitfrid IV comte de Sundgau († 910) |                                        |                                        |                                        |                                        |                                        |                                        |                                    |                                    |                                      |                                      |                                      |                                      |                                      |                                      |                                      |                                      | Eberhard III comte de Nordgau († 920)       | Eberhard III comte de Nordgau († 920)       | Eberhard III comte de Nordgau († 920)       | Eberhard III comte de Nordgau († 920)       | Eberhard III comte de Nordgau († 920)       | Eberhard III comte de Nordgau († 920)       |                                |                                |                     |                     |                     |                     |                     |                     |  |  |  |  |  |  |  |  |  |  |  |  |  |  |  |  |  |  |  |  |
| Hugues II comte de Sundgau († 880) | Hugues II comte de Sundgau († 880) | Hugues II comte de Sundgau († 880) | Hugues II comte de Sundgau († 880) | Hugues II comte de Sundgau († 880)              | Hugues II comte de Sundgau († 880)              |                                                 |                                                 | Luitfrid IV comte de Sundgau († 910)            | Luitfrid IV comte de Sundgau († 910)            | Luitfrid IV comte de Sundgau († 910) | Luitfrid IV comte de Sundgau († 910) | Luitfrid IV comte de Sundgau († 910) | Luitfrid IV comte de Sundgau († 910) |                                        |                                        |                                        |                                        |                                        |                                        |                                    |                                    |                                      |                                      |                                      |                                      |                                      |                                      |                                      |                                      | Eberhard III comte de Nordgau († 920)       | Eberhard III comte de Nordgau († 920)       | Eberhard III comte de Nordgau († 920)       | Eberhard III comte de Nordgau († 920)       | Eberhard III comte de Nordgau († 920)       | Eberhard III comte de Nordgau († 920)       |                                |                                |                     |                     |                     |                     |                     |                     |  |  |  |  |  |  |  |  |  |  |  |  |  |  |  |  |  |  |  |  |
|                                    |                                    |                                    |                                    |                                                 |                                                 |                                                 |                                                 | Luitfrid V comte de Sundgau († 925)             | Luitfrid V comte de Sundgau († 925)             | Luitfrid V comte de Sundgau († 925)  | Luitfrid V comte de Sundgau († 925)  | Luitfrid V comte de Sundgau († 925)  | Luitfrid V comte de Sundgau († 925)  |                                        |                                        |                                        |                                        |                                        |                                        |                                    |                                    |                                      |                                      |                                      |                                      |                                      |                                      |                                      |                                      | Hugues Ier comte de Nordgau († 940)         | Hugues Ier comte de Nordgau († 940)         | Hugues Ier comte de Nordgau († 940)         | Hugues Ier comte de Nordgau († 940)         | Hugues Ier comte de Nordgau († 940)         | Hugues Ier comte de Nordgau († 940)         |                                |                                |                     |                     |                     |                     |                     |                     |  |  |  |  |  |  |  |  |  |  |  |  |  |  |  |  |  |  |  |  |
|                                    |                                    |                                    |                                    |                                                 |                                                 |                                                 |                                                 | Luitfrid V comte de Sundgau († 925)             | Luitfrid V comte de Sundgau († 925)             | Luitfrid V comte de Sundgau († 925)  | Luitfrid V comte de Sundgau († 925)  | Luitfrid V comte de Sundgau († 925)  | Luitfrid V comte de Sundgau († 925)  |                                        |                                        |                                        |                                        |                                        |                                        |                                    |                                    |                                      |                                      |                                      |                                      |                                      |                                      |                                      |                                      | Hugues Ier comte de Nordgau († 940)         | Hugues Ier comte de Nordgau († 940)         | Hugues Ier comte de Nordgau († 940)         | Hugues Ier comte de Nordgau († 940)         | Hugues Ier comte de Nordgau († 940)         | Hugues Ier comte de Nordgau († 940)         |                                |                                |                     |                     |                     |                     |                     |                     |  |  |  |  |  |  |  |  |  |  |  |  |  |  |  |  |  |  |  |  |
|                                    |                                    |                                    |                                    |                                                 |                                                 |                                                 |                                                 |                                                 |                                                 |                                      |                                      |                                      |                                      |                                        |                                        |                                        |                                        |                                        |                                        |                                    |                                    |                                      |                                      |                                      |                                      |                                      |                                      |                                      |                                      |                                             |                                             |                                             |                                             |                                             |                                             |                                |                                |                     |                     |                     |                     |                     |                     |  |  |  |  |  |  |  |  |  |  |  |  |  |  |  |  |  |  |  |  |
|                                    |                                    |                                    |                                    |                                                 |                                                 |                                                 |                                                 |                                                 |                                                 |                                      |                                      |                                      |                                      |                                        |                                        |                                        |                                        |                                        |                                        |                                    |                                    | Eberhard IV comte de Nordgau († 972) | Eberhard IV comte de Nordgau († 972) | Eberhard IV comte de Nordgau († 972) | Eberhard IV comte de Nordgau († 972) | Eberhard IV comte de Nordgau († 972) | Eberhard IV comte de Nordgau († 972) |                                      |                                      |                                             |                                             |                                             |                                             |                                             |                                             |                                |                                | Gontran le Riche    | Gontran le Riche    | Gontran le Riche    | Gontran le Riche    | Gontran le Riche    | Gontran le Riche    |  |  |  |  |  |  |  |  |  |  |  |  |  |  |  |  |  |  |  |  |
|                                    |                                    |                                    |                                    |                                                 |                                                 |                                                 |                                                 |                                                 |                                                 |                                      |                                      |                                      |                                      |                                        |                                        |                                        |                                        |                                        |                                        |                                    |                                    | Eberhard IV comte de Nordgau († 972) | Eberhard IV comte de Nordgau († 972) | Eberhard IV comte de Nordgau († 972) | Eberhard IV comte de Nordgau († 972) | Eberhard IV comte de Nordgau († 972) | Eberhard IV comte de Nordgau († 972) |                                      |                                      |                                             |                                             |                                             |                                             |                                             |                                             |                                |                                | Gontran le Riche    | Gontran le Riche    | Gontran le Riche    | Gontran le Riche    | Gontran le Riche    | Gontran le Riche    |  |  |  |  |  |  |  |  |  |  |  |  |  |  |  |  |  |  |  |  |
|                                    |                                    |                                    |                                    |                                                 |                                                 |                                                 |                                                 |                                                 |                                                 |                                      |                                      |                                      |                                      |                                        |                                        |                                        |                                        |                                        |                                        |                                    |                                    |                                      |                                      |                                      |                                      |                                      |                                      |                                      |                                      |                                             |                                             |                                             |                                             |                                             |                                             |                                |                                |                     |                     |                     |                     |                     |                     |  |  |  |  |  |  |  |  |  |  |  |  |  |  |  |  |  |  |  |  |
|                                    |                                    |                                    |                                    |                                                 |                                                 |                                                 |                                                 |                                                 |                                                 |                                      |                                      |                                      |                                      |                                        |                                        | Hugues II comte de Nordgau († 984)     | Hugues II comte de Nordgau († 984)     | Hugues II comte de Nordgau († 984)     | Hugues II comte de Nordgau († 984)     | Hugues II comte de Nordgau († 984) | Hugues II comte de Nordgau († 984) |                                      |                                      |                                      |                                      |                                      |                                      | Adalbert comte de Metz († 1038)      | Adalbert comte de Metz († 1038)      | Adalbert comte de Metz († 1038)             | Adalbert comte de Metz († 1038)             | Adalbert comte de Metz († 1038)             | Adalbert comte de Metz († 1038)             |                                             |                                             |                                |                                | Maison de Habsbourg | Maison de Habsbourg | Maison de Habsbourg | Maison de Habsbourg | Maison de Habsbourg | Maison de Habsbourg |  |  |  |  |  |  |  |  |  |  |  |  |  |  |  |  |  |  |  |  |
|                                    |                                    |                                    |                                    |                                                 |                                                 |                                                 |                                                 |                                                 |                                                 |                                      |                                      |                                      |                                      |                                        |                                        | Hugues II comte de Nordgau († 984)     | Hugues II comte de Nordgau († 984)     | Hugues II comte de Nordgau († 984)     | Hugues II comte de Nordgau († 984)     | Hugues II comte de Nordgau († 984) | Hugues II comte de Nordgau († 984) |                                      |                                      |                                      |                                      |                                      |                                      | Adalbert comte de Metz († 1038)      | Adalbert comte de Metz († 1038)      | Adalbert comte de Metz († 1038)             | Adalbert comte de Metz († 1038)             | Adalbert comte de Metz († 1038)             | Adalbert comte de Metz († 1038)             |                                             |                                             |                                |                                | Maison de Habsbourg | Maison de Habsbourg | Maison de Habsbourg | Maison de Habsbourg | Maison de Habsbourg | Maison de Habsbourg |  |  |  |  |  |  |  |  |  |  |  |  |  |  |  |  |  |  |  |  |
|                                    |                                    |                                    |                                    |                                                 |                                                 |                                                 |                                                 |                                                 |                                                 |                                      |                                      |                                      |                                      |                                        |                                        |                                        |                                        |                                        |                                        |                                    |                                    |                                      |                                      |                                      |                                      |                                      |                                      |                                      |                                      |                                             |                                             |                                             |                                             |                                             |                                             |                                |                                |                     |                     |                     |                     |                     |                     |  |  |  |  |  |  |  |  |  |  |  |  |  |  |  |  |  |  |  |  |
|                                    |                                    |                                    |                                    |                                                 |                                                 |                                                 |                                                 |                                                 |                                                 |                                      |                                      |                                      |                                      |                                        |                                        | comtes de Nordgau                      | comtes de Nordgau                      | comtes de Nordgau                      | comtes de Nordgau                      | comtes de Nordgau                  | comtes de Nordgau                  |                                      |                                      | Adalbert duc de Lorraine (1047-1048) | Adalbert duc de Lorraine (1047-1048) | Adalbert duc de Lorraine (1047-1048) | Adalbert duc de Lorraine (1047-1048) | Adalbert duc de Lorraine (1047-1048) | Adalbert duc de Lorraine (1047-1048) |                                             |                                             | Gérard comte d'Alsace († 1047)              | Gérard comte d'Alsace († 1047)              | Gérard comte d'Alsace († 1047)              | Gérard comte d'Alsace († 1047)              | Gérard comte d'Alsace († 1047) | Gérard comte d'Alsace († 1047) |                     |                     |                     |                     |                     |                     |  |  |  |  |  |  |  |  |  |  |  |  |  |  |  |  |  |  |  |  |
|                                    |                                    |                                    |                                    |                                                 |                                                 |                                                 |                                                 |                                                 |                                                 |                                      |                                      |                                      |                                      |                                        |                                        | comtes de Nordgau                      | comtes de Nordgau                      | comtes de Nordgau                      | comtes de Nordgau                      | comtes de Nordgau                  | comtes de Nordgau                  |                                      |                                      | Adalbert duc de Lorraine (1047-1048) | Adalbert duc de Lorraine (1047-1048) | Adalbert duc de Lorraine (1047-1048) | Adalbert duc de Lorraine (1047-1048) | Adalbert duc de Lorraine (1047-1048) | Adalbert duc de Lorraine (1047-1048) |                                             |                                             | Gérard comte d'Alsace († 1047)              | Gérard comte d'Alsace († 1047)              | Gérard comte d'Alsace († 1047)              | Gérard comte d'Alsace († 1047)              | Gérard comte d'Alsace († 1047) | Gérard comte d'Alsace († 1047) |                     |                     |                     |                     |                     |                     |  |  |  |  |  |  |  |  |  |  |  |  |  |  |  |  |  |  |  |  |
|                                    |                                    |                                    |                                    |                                                 |                                                 |                                                 |                                                 |                                                 |                                                 |                                      |                                      |                                      |                                      |                                        |                                        |                                        |                                        |                                        |                                        |                                    |                                    |                                      |                                      |                                      |                                      |                                      |                                      |                                      |                                      |                                             |                                             | Gérard d'Alsace duc de Lorraine (1048-1070) |                                             |                                             |                                             |                                |                                |                     |                     |                     |                     |                     |                     |  |  |  |  |  |  |  |  |  |  |  |  |  |  |  |  |  |  |  |  |

Le problème de cette généalogie est que l'ensemble des filiations est loin d'être assuré (il n'y a pas de document prouvant les liens mis en pointillés).
De plus, les documents contemporains mentionnant les liens entre les premiers ducs de Lorraine et l'Alsace ne sont pas si nombreux :
- une charte de 1038 de l'abbaye de Remiremont qui indique que Gérard, père du duc de Lorraine homonyme, est comte d'Alsace[23] ;
- Thierry, comte de Flandre et petit-fils de Gérard d'Alsace, n'est nommé Thierry d'Alsace que dans les chroniques flamandes[24].
La Genealogica Comitum Flandriæ Bertiniana indique que le « Robertus comes cognomento Frisio [a trois filles et que] tercia Theoderico comiti Alsatie [nupsit] » et présente plus loin « Philippum, Matheum, Petrum et tres filias [comme les enfants de] Theodericus filius ducis Alsatie [et] Sibillam »[25].

#### L'origine messine
La question de l'origine de la maison de Lorraine a été reprise au XXe siècle par Eduard Hlawitschka (de). Il établit que Gérard d'Alsace est issu des comtes de Metz, mais regroupe ces comtes en deux groupes familiaux : les Matfried du IXe siècle, et les Adalbert/Gérard du Xe siècle. L'absence de documentation ne permet pas d'établir formellement une parenté entre les deux groupes. Mais il remarque que cette parenté est très probable car ils sont de statuts similaires, utilisent un même fond onomastique et ont conclu des alliances matrimoniales dans les mêmes milieux (maison d'Ardennes, familles impériales...). Eduard Hlawitschka poursuit sa proposition en estimant que les Matfried pourraient même être issus des Girardides (famille des Gérard/Girard, Leuthard, Alard/Adal(h)ard, Beggo/Bégon/Bérenger), comtes de Paris à la fin du VIIIe siècle et au début du IXe siècle. Sa thèse a été reprise par l'historien George Poull et partiellement les Europäische Stammtafeln (qui cependant ne prennent pas en compte la parenté avec les Girardides). La thèse d'Eduard Hlawitschka, avec la connexion girardide, est celle qui rencontre le plus d'adhésion actuellement, tandis que la thèse étichonide semble reculer (pour la lignée agnatique/mâle, bien sûr ; en lignée cognatique/féminine, il existe évidemment des parentés, au moins avec les Eguisheim-Nordgau).
|                                        |                                        |                                        |                                        |                                        |                                        |  |  |                                                                |                                                                |                                                                |                                                                |                                                                |                                                                |  |  |                                                 |                                                 |                                                 |                                                 |                                                 |                                                 |                    |                    |                                       |                                       |                                       |                                       |                                       |                                       |                                    |                                    |                                    |                                    |                                      |                                      |                                      |                                      |                                      |                                      |                                 |                                 |                                             |                                             |                                             |                                             |                                             |                                             |                                |                                |                                                  |                                                  |                                                  |                                                  |                                                  |                                                  |  |  |  |  |  |  |  |  |  |  |  |  |  |  |  |  |  |  |  |  |  |  |  |  |  |  |
|                                        |                                        |                                        |                                        |                                        |                                        |  |  |                                                                |                                                                |                                                                |                                                                |                                                                |                                                                |  |  |                                                 |                                                 |                                                 |                                                 |                                                 |                                                 |                    |                    |                                       |                                       |                                       |                                       |                                       |                                       |                                    |                                    |                                    |                                    |                                      |                                      |                                      |                                      |                                      |                                      |                                 |                                 |                                             |                                             |                                             |                                             |                                             |                                             |                                |                                |                                                  |                                                  |                                                  |                                                  |                                                  |                                                  |  |  |  |  |  |  |  |  |  |  |  |  |  |  |  |  |  |  |  |  |  |  |  |  |  |  |
| Zwentibold roi de Lotharingie († 900)  | Zwentibold roi de Lotharingie († 900)  | Zwentibold roi de Lotharingie († 900)  | Zwentibold roi de Lotharingie († 900)  | Zwentibold roi de Lotharingie († 900)  | Zwentibold roi de Lotharingie († 900)  |  |  | Oda de Saxe sœur d'Henri l'Oiseleur                            | Oda de Saxe sœur d'Henri l'Oiseleur                            | Oda de Saxe sœur d'Henri l'Oiseleur                            | Oda de Saxe sœur d'Henri l'Oiseleur                            | Oda de Saxe sœur d'Henri l'Oiseleur                            | Oda de Saxe sœur d'Henri l'Oiseleur                            |  |  | Gérard comte de Metz († 910)                    | Gérard comte de Metz († 910)                    | Gérard comte de Metz († 910)                    | Gérard comte de Metz († 910)                    | Gérard comte de Metz († 910)                    | Gérard comte de Metz († 910)                    |                    |                    |                                       |                                       |                                       |                                       |                                       |                                       |                                    |                                    | Richard abbé de Prüm († 945)       | Richard abbé de Prüm († 945)       | Richard abbé de Prüm († 945)         | Richard abbé de Prüm († 945)         | Richard abbé de Prüm († 945)         | Richard abbé de Prüm († 945)         |                                      |                                      |                                 |                                 |                                             |                                             | Matfried comte de Metz († 930)              | Matfried comte de Metz († 930)              | Matfried comte de Metz († 930)              | Matfried comte de Metz († 930)              | Matfried comte de Metz († 930) | Matfried comte de Metz († 930) |                                                  |                                                  |                                                  |                                                  |                                                  |                                                  |  |  |  |  |  |  |  |  |  |  |  |  |  |  |  |  |  |  |  |  |  |  |  |  |  |  |
| Zwentibold roi de Lotharingie († 900)  | Zwentibold roi de Lotharingie († 900)  | Zwentibold roi de Lotharingie († 900)  | Zwentibold roi de Lotharingie († 900)  | Zwentibold roi de Lotharingie († 900)  | Zwentibold roi de Lotharingie († 900)  |  |  | Oda de Saxe sœur d'Henri l'Oiseleur                            | Oda de Saxe sœur d'Henri l'Oiseleur                            | Oda de Saxe sœur d'Henri l'Oiseleur                            | Oda de Saxe sœur d'Henri l'Oiseleur                            | Oda de Saxe sœur d'Henri l'Oiseleur                            | Oda de Saxe sœur d'Henri l'Oiseleur                            |  |  | Gérard comte de Metz († 910)                    | Gérard comte de Metz († 910)                    | Gérard comte de Metz († 910)                    | Gérard comte de Metz († 910)                    | Gérard comte de Metz († 910)                    | Gérard comte de Metz († 910)                    |                    |                    |                                       |                                       |                                       |                                       |                                       |                                       |                                    |                                    | Richard abbé de Prüm († 945)       | Richard abbé de Prüm († 945)       | Richard abbé de Prüm († 945)         | Richard abbé de Prüm († 945)         | Richard abbé de Prüm († 945)         | Richard abbé de Prüm († 945)         |                                      |                                      |                                 |                                 |                                             |                                             | Matfried comte de Metz († 930)              | Matfried comte de Metz († 930)              | Matfried comte de Metz († 930)              | Matfried comte de Metz († 930)              | Matfried comte de Metz († 930) | Matfried comte de Metz († 930) |                                                  |                                                  |                                                  |                                                  |                                                  |                                                  |  |  |  |  |  |  |  |  |  |  |  |  |  |  |  |  |  |  |  |  |  |  |  |  |  |  |
|                                        |                                        |                                        |                                        |                                        |                                        |  |  |                                                                |                                                                |                                                                |                                                                |                                                                |                                                                |  |  |                                                 |                                                 |                                                 |                                                 |                                                 |                                                 |                    |                    |                                       |                                       |                                       |                                       |                                       |                                       |                                    |                                    |                                    |                                    |                                      |                                      |                                      |                                      |                                      |                                      |                                 |                                 |                                             |                                             |                                             |                                             |                                             |                                             |                                |                                |                                                  |                                                  |                                                  |                                                  |                                                  |                                                  |  |  |  |  |  |  |  |  |  |  |  |  |  |  |  |  |  |  |  |  |  |  |  |  |  |  |
|                                        |                                        |                                        |                                        |                                        |                                        |  |  |                                                                |                                                                |                                                                |                                                                |                                                                |                                                                |  |  |                                                 |                                                 |                                                 |                                                 |                                                 |                                                 |                    |                    |                                       |                                       |                                       |                                       |                                       |                                       |                                    |                                    |                                    |                                    |                                      |                                      |                                      |                                      |                                      |                                      |                                 |                                 |                                             |                                             |                                             |                                             |                                             |                                             |                                |                                |                                                  |                                                  |                                                  |                                                  |                                                  |                                                  |  |  |  |  |  |  |  |  |  |  |  |  |  |  |  |  |  |  |  |  |  |  |  |  |  |  |
| Wigfried archevêque de Cologne († 953) | Wigfried archevêque de Cologne († 953) | Wigfried archevêque de Cologne († 953) | Wigfried archevêque de Cologne († 953) | Wigfried archevêque de Cologne († 953) | Wigfried archevêque de Cologne († 953) |  |  | Oda x Gothelon comte de Bidgau                                 | Oda x Gothelon comte de Bidgau                                 | Oda x Gothelon comte de Bidgau                                 | Oda x Gothelon comte de Bidgau                                 | Oda x Gothelon comte de Bidgau                                 | Oda x Gothelon comte de Bidgau                                 |  |  |                                                 |                                                 |                                                 |                                                 |                                                 |                                                 |                    |                    | Godefroy comte palatin de Lotharingie | Godefroy comte palatin de Lotharingie | Godefroy comte palatin de Lotharingie | Godefroy comte palatin de Lotharingie | Godefroy comte palatin de Lotharingie | Godefroy comte palatin de Lotharingie |                                    |                                    |                                    |                                    |                                      |                                      |                                      |                                      |                                      |                                      |                                 |                                 |                                             |                                             | Adalbert comte de Metz († 944)              | Adalbert comte de Metz († 944)              | Adalbert comte de Metz († 944)              | Adalbert comte de Metz († 944)              | Adalbert comte de Metz († 944) | Adalbert comte de Metz († 944) |                                                  |                                                  |                                                  |                                                  |                                                  |                                                  |  |  |  |  |  |  |  |  |  |  |  |  |  |  |  |  |  |  |  |  |  |  |  |  |  |  |
| Wigfried archevêque de Cologne († 953) | Wigfried archevêque de Cologne († 953) | Wigfried archevêque de Cologne († 953) | Wigfried archevêque de Cologne († 953) | Wigfried archevêque de Cologne († 953) | Wigfried archevêque de Cologne († 953) |  |  | Oda x Gothelon comte de Bidgau                                 | Oda x Gothelon comte de Bidgau                                 | Oda x Gothelon comte de Bidgau                                 | Oda x Gothelon comte de Bidgau                                 | Oda x Gothelon comte de Bidgau                                 | Oda x Gothelon comte de Bidgau                                 |  |  |                                                 |                                                 |                                                 |                                                 |                                                 |                                                 |                    |                    | Godefroy comte palatin de Lotharingie | Godefroy comte palatin de Lotharingie | Godefroy comte palatin de Lotharingie | Godefroy comte palatin de Lotharingie | Godefroy comte palatin de Lotharingie | Godefroy comte palatin de Lotharingie |                                    |                                    |                                    |                                    |                                      |                                      |                                      |                                      |                                      |                                      |                                 |                                 |                                             |                                             | Adalbert comte de Metz († 944)              | Adalbert comte de Metz († 944)              | Adalbert comte de Metz († 944)              | Adalbert comte de Metz († 944)              | Adalbert comte de Metz († 944) | Adalbert comte de Metz († 944) |                                                  |                                                  |                                                  |                                                  |                                                  |                                                  |  |  |  |  |  |  |  |  |  |  |  |  |  |  |  |  |  |  |  |  |  |  |  |  |  |  |
|                                        |                                        |                                        |                                        |                                        |                                        |  |  |                                                                |                                                                |                                                                |                                                                |                                                                |                                                                |  |  |                                                 |                                                 |                                                 |                                                 |                                                 |                                                 |                    |                    |                                       |                                       |                                       |                                       |                                       |                                       |                                    |                                    |                                    |                                    |                                      |                                      |                                      |                                      |                                      |                                      |                                 |                                 |                                             |                                             |                                             |                                             |                                             |                                             |                                |                                |                                                  |                                                  |                                                  |                                                  |                                                  |                                                  |  |  |  |  |  |  |  |  |  |  |  |  |  |  |  |  |  |  |  |  |  |  |  |  |  |  |
|                                        |                                        |                                        |                                        |                                        |                                        |  |  |                                                                |                                                                |                                                                |                                                                |                                                                |                                                                |  |  | Godefroid vice-duc de Basse-Lotharingie († 964) | Godefroid vice-duc de Basse-Lotharingie († 964) | Godefroid vice-duc de Basse-Lotharingie († 964) | Godefroid vice-duc de Basse-Lotharingie († 964) | Godefroid vice-duc de Basse-Lotharingie († 964) | Godefroid vice-duc de Basse-Lotharingie († 964) |                    |                    | Gerberge x Mégingoz comte d'Avalgau   | Gerberge x Mégingoz comte d'Avalgau   | Gerberge x Mégingoz comte d'Avalgau   | Gerberge x Mégingoz comte d'Avalgau   | Gerberge x Mégingoz comte d'Avalgau   | Gerberge x Mégingoz comte d'Avalgau   |                                    |                                    | Gérard comte de Metz († ap.963)    | Gérard comte de Metz († ap.963)    | Gérard comte de Metz († ap.963)      | Gérard comte de Metz († ap.963)      | Gérard comte de Metz († ap.963)      | Gérard comte de Metz († ap.963)      |                                      |                                      |                                 |                                 |                                             |                                             | Matfried (960)                              | Matfried (960)                              | Matfried (960)                              | Matfried (960)                              | Matfried (960)                 | Matfried (960)                 |                                                  |                                                  |                                                  |                                                  |                                                  |                                                  |  |  |  |  |  |  |  |  |  |  |  |  |  |  |  |  |  |  |  |  |  |  |  |  |  |  |
|                                        |                                        |                                        |                                        |                                        |                                        |  |  |                                                                |                                                                |                                                                |                                                                |                                                                |                                                                |  |  | Godefroid vice-duc de Basse-Lotharingie († 964) | Godefroid vice-duc de Basse-Lotharingie († 964) | Godefroid vice-duc de Basse-Lotharingie († 964) | Godefroid vice-duc de Basse-Lotharingie († 964) | Godefroid vice-duc de Basse-Lotharingie († 964) | Godefroid vice-duc de Basse-Lotharingie († 964) |                    |                    | Gerberge x Mégingoz comte d'Avalgau   | Gerberge x Mégingoz comte d'Avalgau   | Gerberge x Mégingoz comte d'Avalgau   | Gerberge x Mégingoz comte d'Avalgau   | Gerberge x Mégingoz comte d'Avalgau   | Gerberge x Mégingoz comte d'Avalgau   |                                    |                                    | Gérard comte de Metz († ap.963)    | Gérard comte de Metz († ap.963)    | Gérard comte de Metz († ap.963)      | Gérard comte de Metz († ap.963)      | Gérard comte de Metz († ap.963)      | Gérard comte de Metz († ap.963)      |                                      |                                      |                                 |                                 |                                             |                                             | Matfried (960)                              | Matfried (960)                              | Matfried (960)                              | Matfried (960)                              | Matfried (960)                 | Matfried (960)                 |                                                  |                                                  |                                                  |                                                  |                                                  |                                                  |  |  |  |  |  |  |  |  |  |  |  |  |  |  |  |  |  |  |  |  |  |  |  |  |  |  |
|                                        |                                        |                                        |                                        |                                        |                                        |  |  |                                                                |                                                                |                                                                |                                                                |                                                                |                                                                |  |  |                                                 |                                                 |                                                 |                                                 |                                                 |                                                 |                    |                    |                                       |                                       |                                       |                                       |                                       |                                       |                                    |                                    |                                    |                                    |                                      |                                      |                                      |                                      |                                      |                                      |                                 |                                 |                                             |                                             |                                             |                                             |                                             |                                             |                                |                                |                                                  |                                                  |                                                  |                                                  |                                                  |                                                  |  |  |  |  |  |  |  |  |  |  |  |  |  |  |  |  |  |  |  |  |  |  |  |  |  |  |
|                                        |                                        |                                        |                                        |                                        |                                        |  |  |                                                                |                                                                |                                                                |                                                                |                                                                |                                                                |  |  |                                                 |                                                 |                                                 |                                                 |                                                 |                                                 |                    |                    |                                       |                                       |                                       |                                       |                                       |                                       |                                    |                                    |                                    |                                    |                                      |                                      |                                      |                                      |                                      |                                      |                                 |                                 |                                             |                                             |                                             |                                             |                                             |                                             |                                |                                |                                                  |                                                  |                                                  |                                                  |                                                  |                                                  |  |  |  |  |  |  |  |  |  |  |  |  |  |  |  |  |  |  |  |  |  |  |  |  |  |  |
|                                        |                                        |                                        |                                        |                                        |                                        |  |  |                                                                |                                                                |                                                                |                                                                |                                                                |                                                                |  |  |                                                 |                                                 |                                                 |                                                 |                                                 |                                                 |                    |                    |                                       |                                       |                                       |                                       |                                       |                                       |                                    |                                    |                                    |                                    |                                      |                                      |                                      |                                      |                                      |                                      |                                 |                                 |                                             |                                             |                                             |                                             |                                             |                                             |                                |                                |                                                  |                                                  |                                                  |                                                  |                                                  |                                                  |  |  |  |  |  |  |  |  |  |  |  |  |  |  |  |  |  |  |  |  |  |  |  |  |  |  |
|                                        |                                        |                                        |                                        |                                        |                                        |  |  | Sigefroid de Luxembourg demi-frère de Gothelon comte de Bidgau | Sigefroid de Luxembourg demi-frère de Gothelon comte de Bidgau | Sigefroid de Luxembourg demi-frère de Gothelon comte de Bidgau | Sigefroid de Luxembourg demi-frère de Gothelon comte de Bidgau | Sigefroid de Luxembourg demi-frère de Gothelon comte de Bidgau | Sigefroid de Luxembourg demi-frère de Gothelon comte de Bidgau |  |  |                                                 |                                                 |                                                 |                                                 |                                                 |                                                 |                    |                    |                                       |                                       |                                       |                                       |                                       |                                       |                                    |                                    |                                    |                                    | Richard comte de Metz 968, 986       | Richard comte de Metz 968, 986       | Richard comte de Metz 968, 986       | Richard comte de Metz 968, 986       | Richard comte de Metz 968, 986       | Richard comte de Metz 968, 986       |                                 |                                 | Gérard                                      | Gérard                                      | Gérard                                      | Gérard                                      | Gérard                                      | Gérard                                      |                                |                                |                                                  |                                                  |                                                  |                                                  |                                                  |                                                  |  |  |  |  |  |  |  |  |  |  |  |  |  |  |  |  |  |  |  |  |  |  |  |  |  |  |
|                                        |                                        |                                        |                                        |                                        |                                        |  |  | Sigefroid de Luxembourg demi-frère de Gothelon comte de Bidgau | Sigefroid de Luxembourg demi-frère de Gothelon comte de Bidgau | Sigefroid de Luxembourg demi-frère de Gothelon comte de Bidgau | Sigefroid de Luxembourg demi-frère de Gothelon comte de Bidgau | Sigefroid de Luxembourg demi-frère de Gothelon comte de Bidgau | Sigefroid de Luxembourg demi-frère de Gothelon comte de Bidgau |  |  |                                                 |                                                 |                                                 |                                                 |                                                 |                                                 |                    |                    |                                       |                                       |                                       |                                       |                                       |                                       |                                    |                                    |                                    |                                    | Richard comte de Metz 968, 986       | Richard comte de Metz 968, 986       | Richard comte de Metz 968, 986       | Richard comte de Metz 968, 986       | Richard comte de Metz 968, 986       | Richard comte de Metz 968, 986       |                                 |                                 | Gérard                                      | Gérard                                      | Gérard                                      | Gérard                                      | Gérard                                      | Gérard                                      |                                |                                |                                                  |                                                  |                                                  |                                                  |                                                  |                                                  |  |  |  |  |  |  |  |  |  |  |  |  |  |  |  |  |  |  |  |  |  |  |  |  |  |  |
|                                        |                                        |                                        |                                        |                                        |                                        |  |  |                                                                |                                                                |                                                                |                                                                |                                                                |                                                                |  |  |                                                 |                                                 |                                                 |                                                 |                                                 |                                                 |                    |                    |                                       |                                       |                                       |                                       |                                       |                                       |                                    |                                    |                                    |                                    |                                      |                                      |                                      |                                      |                                      |                                      |                                 |                                 |                                             |                                             |                                             |                                             |                                             |                                             |                                |                                |                                                  |                                                  |                                                  |                                                  |                                                  |                                                  |  |  |  |  |  |  |  |  |  |  |  |  |  |  |  |  |  |  |  |  |  |  |  |  |  |  |
|                                        |                                        |                                        |                                        |                                        |                                        |  |  |                                                                |                                                                |                                                                |                                                                |                                                                |                                                                |  |  |                                                 |                                                 |                                                 |                                                 | Eva                                             | Eva                                             | Eva                | Eva                | Eva                                   | Eva                                   |                                       |                                       | Gérard comte de Metz († 1021/1033)    | Gérard comte de Metz († 1021/1033)    | Gérard comte de Metz († 1021/1033) | Gérard comte de Metz († 1021/1033) | Gérard comte de Metz († 1021/1033) | Gérard comte de Metz († 1021/1033) |                                      |                                      |                                      |                                      | Adalbert comte de Metz († 1033)      | Adalbert comte de Metz († 1033)      | Adalbert comte de Metz († 1033) | Adalbert comte de Metz († 1033) | Adalbert comte de Metz († 1033)             | Adalbert comte de Metz († 1033)             |                                             |                                             |                                             |                                             |                                |                                | Adelinde x Henri de Franconie comte en Spieirgau | Adelinde x Henri de Franconie comte en Spieirgau | Adelinde x Henri de Franconie comte en Spieirgau | Adelinde x Henri de Franconie comte en Spieirgau | Adelinde x Henri de Franconie comte en Spieirgau | Adelinde x Henri de Franconie comte en Spieirgau |  |  |  |  |  |  |  |  |  |  |  |  |  |  |  |  |  |  |  |  |  |  |  |  |  |  |
|                                        |                                        |                                        |                                        |                                        |                                        |  |  |                                                                |                                                                |                                                                |                                                                |                                                                |                                                                |  |  |                                                 |                                                 |                                                 |                                                 | Eva                                             | Eva                                             | Eva                | Eva                | Eva                                   | Eva                                   |                                       |                                       | Gérard comte de Metz († 1021/1033)    | Gérard comte de Metz († 1021/1033)    | Gérard comte de Metz († 1021/1033) | Gérard comte de Metz († 1021/1033) | Gérard comte de Metz († 1021/1033) | Gérard comte de Metz († 1021/1033) |                                      |                                      |                                      |                                      | Adalbert comte de Metz († 1033)      | Adalbert comte de Metz († 1033)      | Adalbert comte de Metz († 1033) | Adalbert comte de Metz († 1033) | Adalbert comte de Metz († 1033)             | Adalbert comte de Metz († 1033)             |                                             |                                             |                                             |                                             |                                |                                | Adelinde x Henri de Franconie comte en Spieirgau | Adelinde x Henri de Franconie comte en Spieirgau | Adelinde x Henri de Franconie comte en Spieirgau | Adelinde x Henri de Franconie comte en Spieirgau | Adelinde x Henri de Franconie comte en Spieirgau | Adelinde x Henri de Franconie comte en Spieirgau |  |  |  |  |  |  |  |  |  |  |  |  |  |  |  |  |  |  |  |  |  |  |  |  |  |  |
|                                        |                                        |                                        |                                        |                                        |                                        |  |  |                                                                |                                                                |                                                                |                                                                |                                                                |                                                                |  |  |                                                 |                                                 |                                                 |                                                 |                                                 |                                                 |                    |                    |                                       |                                       |                                       |                                       |                                       |                                       |                                    |                                    |                                    |                                    |                                      |                                      |                                      |                                      |                                      |                                      |                                 |                                 |                                             |                                             |                                             |                                             |                                             |                                             |                                |                                |                                                  |                                                  |                                                  |                                                  |                                                  |                                                  |  |  |  |  |  |  |  |  |  |  |  |  |  |  |  |  |  |  |  |  |  |  |  |  |  |  |
|                                        |                                        |                                        |                                        |                                        |                                        |  |  |                                                                |                                                                |                                                                |                                                                |                                                                |                                                                |  |  |                                                 |                                                 |                                                 |                                                 |                                                 |                                                 |                    |                    |                                       |                                       |                                       |                                       |                                       |                                       |                                    |                                    |                                    |                                    |                                      |                                      |                                      |                                      |                                      |                                      |                                 |                                 |                                             |                                             |                                             |                                             |                                             |                                             |                                |                                |                                                  |                                                  |                                                  |                                                  |                                                  |                                                  |  |  |  |  |  |  |  |  |  |  |  |  |  |  |  |  |  |  |  |  |  |  |  |  |  |  |
|                                        |                                        |                                        |                                        |                                        |                                        |  |  |                                                                |                                                                |                                                                |                                                                |                                                                |                                                                |  |  |                                                 |                                                 |                                                 |                                                 | Siegfried († 1017)                              | Siegfried († 1017)                              | Siegfried († 1017) | Siegfried († 1017) | Siegfried († 1017)                    | Siegfried († 1017)                    |                                       |                                       | Bercinda abbesse Remiremont           | Bercinda abbesse Remiremont           | Bercinda abbesse Remiremont        | Bercinda abbesse Remiremont        | Bercinda abbesse Remiremont        | Bercinda abbesse Remiremont        |                                      |                                      |                                      |                                      | Gérard comte († 1045)                | Gérard comte († 1045)                | Gérard comte († 1045)           | Gérard comte († 1045)           | Gérard comte († 1045)                       | Gérard comte († 1045)                       |                                             |                                             |                                             |                                             |                                |                                | Conrad II empereur (990 † 1039)                  | Conrad II empereur (990 † 1039)                  | Conrad II empereur (990 † 1039)                  | Conrad II empereur (990 † 1039)                  | Conrad II empereur (990 † 1039)                  | Conrad II empereur (990 † 1039)                  |  |  |  |  |  |  |  |  |  |  |  |  |  |  |  |  |  |  |  |  |  |  |  |  |  |  |
|                                        |                                        |                                        |                                        |                                        |                                        |  |  |                                                                |                                                                |                                                                |                                                                |                                                                |                                                                |  |  |                                                 |                                                 |                                                 |                                                 | Siegfried († 1017)                              | Siegfried († 1017)                              | Siegfried († 1017) | Siegfried († 1017) | Siegfried († 1017)                    | Siegfried († 1017)                    |                                       |                                       | Bercinda abbesse Remiremont           | Bercinda abbesse Remiremont           | Bercinda abbesse Remiremont        | Bercinda abbesse Remiremont        | Bercinda abbesse Remiremont        | Bercinda abbesse Remiremont        |                                      |                                      |                                      |                                      | Gérard comte († 1045)                | Gérard comte († 1045)                | Gérard comte († 1045)           | Gérard comte († 1045)           | Gérard comte († 1045)                       | Gérard comte († 1045)                       |                                             |                                             |                                             |                                             |                                |                                | Conrad II empereur (990 † 1039)                  | Conrad II empereur (990 † 1039)                  | Conrad II empereur (990 † 1039)                  | Conrad II empereur (990 † 1039)                  | Conrad II empereur (990 † 1039)                  | Conrad II empereur (990 † 1039)                  |  |  |  |  |  |  |  |  |  |  |  |  |  |  |  |  |  |  |  |  |  |  |  |  |  |  |
|                                        |                                        |                                        |                                        |                                        |                                        |  |  |                                                                |                                                                |                                                                |                                                                |                                                                |                                                                |  |  |                                                 |                                                 |                                                 |                                                 |                                                 |                                                 |                    |                    |                                       |                                       |                                       |                                       |                                       |                                       |                                    |                                    |                                    |                                    |                                      |                                      |                                      |                                      |                                      |                                      |                                 |                                 |                                             |                                             |                                             |                                             |                                             |                                             |                                |                                |                                                  |                                                  |                                                  |                                                  |                                                  |                                                  |  |  |  |  |  |  |  |  |  |  |  |  |  |  |  |  |  |  |  |  |  |  |  |  |  |  |
|                                        |                                        |                                        |                                        |                                        |                                        |  |  |                                                                |                                                                |                                                                |                                                                |                                                                |                                                                |  |  |                                                 |                                                 |                                                 |                                                 |                                                 |                                                 |                    |                    |                                       |                                       |                                       |                                       |                                       |                                       |                                    |                                    |                                    |                                    | Adalbert duc de Lorraine (1047-1048) | Adalbert duc de Lorraine (1047-1048) | Adalbert duc de Lorraine (1047-1048) | Adalbert duc de Lorraine (1047-1048) | Adalbert duc de Lorraine (1047-1048) | Adalbert duc de Lorraine (1047-1048) |                                 |                                 | Gérard d'Alsace duc de Lorraine (1048-1070) | Gérard d'Alsace duc de Lorraine (1048-1070) | Gérard d'Alsace duc de Lorraine (1048-1070) | Gérard d'Alsace duc de Lorraine (1048-1070) | Gérard d'Alsace duc de Lorraine (1048-1070) | Gérard d'Alsace duc de Lorraine (1048-1070) |                                |                                |                                                  |                                                  |                                                  |                                                  |                                                  |                                                  |  |  |  |  |  |  |  |  |  |  |  |  |  |  |  |  |  |  |  |  |  |  |  |  |  |  |

## Souveraineté
La maison de Lorraine régna sur :
- le duché de Lorraine de 1048 à 1453 puis de 1473 à 1736[7],
- le duché de Bar de 1480 à 1736[7],
- le comté de Vaudémont de 1070 à 1346 et de 1397 à 1473[26], le comté de Toul de 1186 à 1261[10],
- le comté de Flandre de 1094 à 1128, le comté de Boulogne de 1159 à 1173[27].

Le duc François III de Lorraine épousa en 1736 Marie-Thérèse de Habsbourg, fille aînée de l'Empereur germanique Charles VI et héritière de cette maison. Pour ce faire, François III dut abandonner, pour lui-même et ses héritiers, ses droits sur les duchés de Lorraine et de Bar. En compensation, il reçut le grand-duché de Toscane. Il fut élu empereur des Romains en 1745. Les membres de la maison de Lorraine prirent alors le nom de Habsbourg-Lorraine. La maison de Lorraine devenue maison de Habsbourg-Lorraine accéda ainsi à la dignité impériale et royale. François III fut notamment le père de la reine de France Marie-Antoinette, le grand-père de la reine des Français Marie-Amélie de Bourbon-Siciles et l'arrière-grand-père de l'impératrice des Français Marie-Louise d'Autriche et de la duchesse de Berry Marie-Caroline des Deux-Siciles, mère du comte de Chambord.

## Duchés
Plusieurs de ses possessions furent érigées pour ses branches en duchés par les rois de France : 
- Le duché de Guise en 1528, qu'elle conserva jusqu'en 1688.
- Le duché d'Aumale, en 1547, qu'elle conserva jusqu'en 1638.
- Le duché d'Elbeuf en 1582, qu'elle conserva jusqu'en 1825.
- Le duché de Mercœur en 1569, qu'elle conserva jusqu'en 1669.

## Généalogie

### Ducs de Lorraine (maison d'Alsace)
```
Gérard d'Alsace (-1045), comte de Metz
│
└─> 
Gérard d'Alsace
 (-1070), comte de Metz, duc de Lorraine 
    X Edwige de Namur (1030-1074)
    │
    ├─> 
Thierry II
 (1055-1115), duc de Lorraine
    │   X 1) Edwige de Forbach (1058-1095)
    │   X 2) Gertrude de Flandre (-1117)
    │   │
    │   ├1> 
Simon 
I
er
 (-1138), duc de Lorraine
    │   │   X Adélaïde de Louvain (1090-1160)
    │   │   │
    │   │   ├─> Agathe (1122-1147)
    │   │   │   X 
Renaud III
 († 1148), 
comte de Bourgogne

    │   │   │
    │   │   ├─> Hadwide 
    │   │   │   X Frédéric de Dampierre, 
comte de Toul

    │   │   │
    │   │   ├─> 
Mathieu 
I
er
 (1122-1176), duc de Lorraine
    │   │   │   X Judith de Hohenstaufen (1123-1195), aussi appelée Berthe 
    │   │   │   │
    │   │   │   ├─> Alix (1148-1192)
    │   │   │   │   X Hugues III de Bourgogne
    │   │   │   │
    │   │   │   ├─> 
Simon II
 (1140-1207), duc de Lorraine
    │   │   │   │   X Ide de Vienne (-1227)
    │   │   │   │
    │   │   │   ├─> Judith (1150-1173)
    │   │   │   │   X Étienne II, 
comte d'Auxonne

    │   │   │   │
    │   │   │   ├─> 
Ferry 
I
er
 (1142-1206), 
sire de Bitche

    │   │   │   │   X Ludomille de Pologne (-1223)
    │   │   │   │   │
    │   │   │   │   ├─> 
Ferry II
 (1170-1213)
    │   │   │   │   │   X Agnès de Bar
    │   │   │   │   │   │
    │   │   │   │   │   ├─> 
Thibaud 
I
er
 (1191-1220), duc de Lorraine
    │   │   │   │   │   │   X Gertrude de Dabo (-1225)
    │   │   │   │   │   │
    │   │   │   │   │   ├─> 
Mathieu II
 (1193-1251), duc de Lorraine
    │   │   │   │   │   │   X Catherine de Luxembourg (-1255)
    │   │   │   │   │   │   │
    │   │   │   │   │   │   ├─> 
Ferry III de Lorraine
 (1240-1302), duc de Lorraine
    │   │   │   │   │   │   │   X Marguerite de Champagne (-1310)
    │   │   │   │   │   │   │   │
    │   │   │   │   │   │   │   ├─> 
Thiébaud II de Lorraine
 (1260-1312), duc de Lorraine
    │   │   │   │   │   │   │   │   X Isabelle de Rumigny (-1326)
    │   │   │   │   │   │   │   │   │ 
    │   │   │   │   │   │   │   │   ├─> 
Ferry IV de Lorraine
 (1282-1329), duc de Lorraine
    │   │   │   │   │   │   │   │   │   X Elisabeth d'Autriche (-1353)
    │   │   │   │   │   │   │   │   │   │
    │   │   │   │   │   │   │   │   │   ├─> 
Raoul de Lorraine
 (1318-1346), duc de Lorraine
    │   │   │   │   │   │   │   │   │   │   X Eléonore de Bar (-1336)
    │   │   │   │   │   │   │   │   │   │   X Marie de Blois (-1363)
    │   │   │   │   │   │   │   │   │   │   │
    │   │   │   │   │   │   │   │   │   │   └─> 
Jean 
I
er
 de Lorraine
 (1346-1390), duc de Lorraine
    │   │   │   │   │   │   │   │   │   │       X 1) Sophie de Wurtemberg (-1369)
    │   │   │   │   │   │   │   │   │   │       X 2) Marguerite de Los et de Chiny (-1372)
    │   │   │   │   │   │   │   │   │   │       │
    │   │   │   │   │   │   │   │   │   │       ├1> 
Charles II de Lorraine
 (1364-1431), duc de Lorraine
    │   │   │   │   │   │   │   │   │   │       │   X Marguerite de Bavière
    │   │   │   │   │   │   │   │   │   │       │   │
    │   │   │   │   │   │   │   │   │   │       │   ├─> 
Isabelle Ire de Lorraine
 (1410-1453), duchesse de Lorraine
    │   │   │   │   │   │   │   │   │   │       │   │   X 
René 
I
er
 d'Anjou
 (1409-1480)
    │   │   │   │   │   │   │   │   │   │       │   │   │
    │   │   │   │   │   │   │   │   │   │       │   │   ├─> 
Jean II
, duc de Lorraine

    │   │   │   │   │   │   │   │   │   │       │   │   │   │
    │   │   │   │   │   │   │   │   │   │       │   │   │   └─> 
Nicolas
, duc de Lorraine

    │   │   │   │   │   │   │   │   │   │       │   │   │
    │   │   │   │   │   │   │   │   │   │       │   │   └─> 
Yolande d'Anjou
 (1428-1484)
 

    │   │   │   │   │   │   │   │   │   │       │   │       
X 
Ferry II de Lorraine
 (1428-1470), comte de Vaudémont

    │   │   │   │   │   │   │   │   │   │       │   │       │
    │   │   │   │   │   │   │   │   │   │       │   │       └─> 
Maison de Lorraine-Vaudémont

    │   │   │   │   │   │   │   │   │   │       │   │   
    │   │   │   │   │   │   │   │   │   │       │   └─> Catherine (1411-1439)
    │   │   │   │   │   │   │   │   │   │       │       X Jacques 
I
er
 de Bade
    │   │   │   │   │   │   │   │   │   │       │
    │   │   │   │   │   │   │   │   │   │       ├1> 
Ferry 
I
er
 (1368-1415), comte de Vaudémont 

    │   │   │   │   │   │   │   │   │   │       │   │
    │   │   │   │   │   │   │   │   │   │       │   └─> 
Maison de Lorraine-Vaudémont

    │   │   │   │   │   │   │   │   │   │       │
    │   │   │   │   │   │   │   │   │   │       └1> Isabelle (-1423)
    │   │   │   │   │   │   │   │   │   │           X Enguerrand VII de Coucy
    │   │   │   │   │   │   │   │   │   │           X Étienne II de Bavière
    │   │   │   │   │   │   │   │   │   │
    │   │   │   │   │   │   │   │   │   └─> Marguerite
    │   │   │   │   │   │   │   │   │       X Wenceslas de Luxembourg
    │   │   │   │   │   │   │   │   │       X Jen de Châlons
    │   │   │   │   │   │   │   │   │       X Ulrich de Ribeaupierre
    │   │   │   │   │   │   │   │   │
    │   │   │   │   │   │   │   │   ├─> Matthieu (-1330), sire de Varsberg
    │   │   │   │   │   │   │   │   │   X Mahaut de Flandre
    │   │   │   │   │   │   │   │   │
    │   │   │   │   │   │   │   │   ├─> Hugues (-1337), seigneur de Rumigny
    │   │   │   │   │   │   │   │   │   X Marguerite de Beaumetz
    │   │   │   │   │   │   │   │   │
    │   │   │   │   │   │   │   │   ├─> Marguerite (-1344)
    │   │   │   │   │   │   │   │   │   X Guy de Dampierre
    │   │   │   │   │   │   │   │   │   X Louis de Looz
    │   │   │   │   │   │   │   │   │
    │   │   │   │   │   │   │   │   ├─> Isabelle (-1353)
    │   │   │   │   │   │   │   │   │   X Errard de Bar 
    │   │   │   │   │   │   │   │   │
    │   │   │   │   │   │   │   │   ├─> Philippine, religieuse au monastère du Paraclet
    │   │   │   │   │   │   │   │   │
    │   │   │   │   │   │   │   │   └─> Marie 
    │   │   │   │   │   │   │   │       X Guy de Châtillon
    │   │   │   │   │   │   │   │ 
    │   │   │   │   │   │   │   ├─> Matthieu (-1291), sire de Beauregard
    │   │   │   │   │   │   │   │   X Alix de Bar
    │   │   │   │   │   │   │   │
    │   │   │   │   │   │   │   ├─> Frédéric (-1299), évêque d'Orléans
    │   │   │   │   │   │   │   │
    │   │   │   │   │   │   │   ├─> Ferry (-1312), seigneur de Brémoncourt et de Plmobières
    │   │   │   │   │   │   │   │   X Marguerite de Blamont
    │   │   │   │   │   │   │   │   │
    │   │   │   │   │   │   │   │   ├─> Jacsues, seigneur de Brémoncourt
    │   │   │   │   │   │   │   │   │
    │   │   │   │   │   │   │   │   └─> Elise
    │   │   │   │   │   │   │   │       X Wauthier de Vic-sur-Seille
    │   │   │   │   │   │   │   │
    │   │   │   │   │   │   │   └─> Catherine (-1316)
    │   │   │   │   │   │   │      X Conrad de Fribourg
    │   │   │   │   │   │   │
    │   │   │   │   │   │   ├─> Isabelle (-1266)
    │   │   │   │   │   │   │   X Guillaume de Vienne
    │   │   │   │   │   │   │   X Jean de Châlon, sire de Rochefort
    │   │   │   │   │   │   │ 
    │   │   │   │   │   │   ├─> Laure
    │   │   │   │   │   │   │   X Jean de Dampierre
    │   │   │   │   │   │   │   X Guillaume de Vergy
    │   │   │   │   │   │   │ 
    │   │   │   │   │   │   └─> Catherine
    │   │   │   │   │   │       X Richard de Montbéliard
    │   │   │   │   │   │
    │   │   │   │   │   ├─> 
Jacques de Lorraine
 (-1260), évêque de Metz
    │   │   │   │   │   │
    │   │   │   │   │   ├─> 
Renaud de Lorraine
 (1240-1294), seigneur de Bitche
    │   │   │   │   │   │
    │   │   │   │   │   ├─> Laurette (-1247)
    │   │   │   │   │   │   X Simon III de Sarrebruck
    │   │   │   │   │   │ 
    │   │   │   │   │   └─> Alix
    │   │   │   │   │       X Werner de Kyburg
    │   │   │   │   │       X Gauthier I de 
Vignory

    │   │   │   │   │
    │   │   │   │   ├─> Thierry 
le Diable
, 
seigneur d'Autigny
 
    │   │   │   │   │   │ 
    │   │   │   │   │   └─> 
seigneurs d'Autigny

    │   │   │   │   │
    │   │   │   │   ├─> Henri 
le Lombard
, seigneur de Bayon
    │   │   │   │   │   │ 
    │   │   │   │   │   └─> 
seigneurs de Bayon

    │   │   │   │   │
    │   │   │   │   ├─> Philippe († 1243), seigneur de Gerbeviller
    │   │   │   │   │   X Agnès
    │   │   │   │   │
    │   │   │   │   ├─> 
Matthieu
 (1170 † 1217), 
évêque de Toul

    │   │   │   │   │
    │   │   │   │   ├─> Agathe († 1242), abbesse de Remiremont
    │   │   │   │   │
    │   │   │   │   ├─> Judith
    │   │   │   │   │   X Henri II († 1225), comte de Salm
    │   │   │   │   │
    │   │   │   │   ├─> Hedwige († 1228)
    │   │   │   │   │   X George comte de Zweibrücken
    │   │   │   │   │
    │   │   │   │   └─> Cunégonde
    │   │   │   │       X 
Walram III
 († 1226), 
duc de Limbourg

    │   │   │   │
    │   │   │   ├─> 
Mathieu de Lorraine, comte de Toul
 († 1208) 

    │   │   │   │   │
    │   │   │   │   └─> 
comtes de Toul

    │   │   │   │
    │   │   │   ├─> 
Thierry IV de Lorraine
 (-1181), 
56
e
 évêque de Metz
    │   │   │   │
    │   │   │   └─> une fille morte en bas âge
    │   │   │
    │   │   ├─> Robert (-1208), seigneur de Florange
    │   │   │   │
    │   │   │   └─> 
seigneurs de Florange

    │   │   │
    │   │   ├─> Berthe
    │   │   │   X 
Herman III
 († 1160), 
margrave de Bade

    │   │   │
    │   │   ├─> Baudouin
    │   │   │
    │   │   └─> Jean
    │   │
    │   ├1> Gertrude (-1144)
    │   │   X 
Florent II de Hollande

    │   │
    │   ├2> Gisèle
    │   │   X 
Frédéric 
I
er
 de Sarrebruck

    │   │
    │   ├2> 
Thierry
 (1100-1168), 
comte de Flandre
 

    │   │   │
    │   │   └─> 
comtes de Flandre

    │   │   
    │   ├2> Henri (-1165), 
évêque de Toul

    │   │
    │   ├2> Ida
    │   │   X Sigefroy († 1104), comte de Burghausen
    │   │
    │   └─> Ermengarde, mariée à Bernard de Brancion
    │
    ├─> 
Gérard 
I
er
 (-1120), 
comte de Vaudémont
  

    │   X Hedwige d'Egisheim (-1126)
    │   │
    │   └─> 
Comtes de Vaudémont

    │
    ├─> Gisèle, abbesse de Saint-Pierre de Remiremont
    │
    └─> Béatrice
        X 
Étienne 
I
er
, 
comte de Bourgogne
, 
de Mâcon
 et 
de Vienne
```

#### Comtes de Vaudémont
```
Gérard d'Alsace
 (-1070), comte de Metz, duc de Lorraine (
*
)
X Edwige de Namur (1030-1074)
│
└─> 
Gérard 
I
er
 (-1120), 
comte de Vaudémont

    X Hedwige d'Egisheim (-1126)
    │
    ├─> 
Hugues 
I
er
 (-1155), comte de Vaudémont
    │   X Aigeline de Bourgogne (1116-1163)
    │   │
    │   ├─> 
Gérard II
 (-1188)
    │   │   X 1) Gertrude de Joinville
    │   │   X 2) Ombeline de Vandœuvre
    │   │   │
    │   │   ├1> 
Hugues II
 (-1242), comte de Vaudémont
    │   │   │   X Hedwige de Raynel, dame de Gondrecourt
    │   │   │   │
    │   │   │   ├─> 
Hugues III
 (-1244), comte de Vaudémont
    │   │   │   │   X Marguerite de Bar
    │   │   │   │   │
    │   │   │   │   ├─> 
Henri 
I
er
 (-1278), comte de Vaudémont
    │   │   │   │   │   X Marguerite de la Roche-sur-Yon, et eut :
    │   │   │   │   │   │
    │   │   │   │   │   ├─> 
Renaud
 (-1279), comte de Vaudémont et d'Ariano
    │   │   │   │   │   │
    │   │   │   │   │   ├─> 
Henri II
 (-1299), comte de Vaudémont et d'Ariano
    │   │   │   │   │   │   X Hélisente de Vergy
    │   │   │   │   │   │   │
    │   │   │   │   │   │   ├─> 
Henri III
 (-1346), comte de Vaudémont
    │   │   │   │   │   │   │   X Isabelle de Lorraine (-1335)
    │   │   │   │   │   │   │   │
    │   │   │   │   │   │   │   ├─> 
Marguerite
 (1305-1333), comtesse de Vaudémont
    │   │   │   │   │   │   │   │    X 
Anseau
, 
sire de Joinville
 (1265-1343)
    │   │   │   │   │   │   │   │   │
    │   │   │   │   │   │   │   │   └─> 
Henri V de Joinville
, comte de Vaudémont et sire de Joinville

    │   │   │   │   │   │   │   │       │
    │   │   │   │   │   │   │   │       └─> 
Marguerite de Joinville
, comtesse de Vaudémont

    │   │   │   │   │   │   │   │           
X 
Ferry 
I
er
 de Lorraine
, comte de Vaudémont

    │   │   │   │   │   │   │   │           │
    │   │   │   │   │   │   │   │           └─> 
Maison de Lorraine-Vaudémont

    │   │   │   │   │   │   │   │
    │   │   │   │   │   │   │   └─> 
Henri IV
 (1310-1346), comte de Vaudémont
    │   │   │   │   │   │   │
    │   │   │   │   │   │   ├─> Isabelle, nonne à Soissons
    │   │   │   │   │   │   │
    │   │   │   │   │   │   ├─> Jeanne (-1347), abbesse de Remiremont en 1324
    │   │   │   │   │   │   │
    │   │   │   │   │   │   └─> Marguerite (-1336)
    │   │   │   │   │   │       X 1) Jean de Joinville
    │   │   │   │   │   │       X 2) Erard, sire de Nanteuil-la-Fosse.
    │   │   │   │   │   │
    │   │   │   │   │   ├─> Jacques (-1299), seigneur de Blainville et de Bettingen
    │   │   │   │   │   │   X Agnès de Saarbruck, dame de Bainville et de Bettingen
    │   │   │   │   │   │   │
    │   │   │   │   │   │   └─> Marguerite(-1345), dame de Bettingen
    │   │   │   │   │   │       X 1) Jean de Salm (-1313)
    │   │   │   │   │   │       X 2) Guillaume de Vienne seigneur de Longwy
    │   │   │   │   │   │
    │   │   │   │   │   ├─> Gui (-1299), chanoine à Toul
    │   │   │   │   │   │
    │   │   │   │   │   ├─> Catherine
    │   │   │   │   │   │   X Charles de Lagonesse, maréchal de Sicile
    │   │   │   │   │   │
    │   │   │   │   │   ├─> Alix
    │   │   │   │   │   │   X Louis de Roeriis
    │   │   │   │   │   │
    │   │   │   │   │   └─> Marguerite
    │   │   │   │   │       X Thomas de Saint-Séverin, comte de Marsico
    │   │   │   │   │
    │   │   │   │   ├─> Agnès († 1282)
    │   │   │   │   │   X Walram comte de Deux-Pont
    │   │   │   │   │
    │   │   │   │   ├─> Marie
    │   │   │   │   │   X Thierry, seigneur de Schönberg (+1290)
    │   │   │   │   │
    │   │   │   │   └─> Marguerite
    │   │   │   │       X Henri de Grandpré, seigneur de Hans
    │   │   │   │
    │   │   │   ├─> Geoffroy, seigneur de Gondrecourt
    │   │   │   │   X Adelaide de Beaumont
    │   │   │   │   │
    │   │   │   │   └─> Jean de Gondrecourt
    │   │   │   │
    │   │   │   ├─> Gérard
    │   │   │   │
    │   │   │   ├─> Gauthier
    │   │   │   │
    │   │   │   ├─> Thiébaud, chanoine à Toul
    │   │   │   │
    │   │   │   ├─> Comtesse
    │   │   │   │
    │   │   │   └─> une fille, nonne à Etanches
    │   │   │
    │   │   ├1> Geoffroy, seigneur de Deuilly et de Clefmont
    │   │   │   │
    │   │   │   └─> 
seigneurs de Deuilly
 et de Rémonville

    │   │   │
    │   │   ├1> Gérard (-1219), 
évêque de Toul

    │   │   │
    │   │   ├1> Comtesse, citée en 1182
    │   │   │
    │   │   └2> Olry, seigneur de Magny-Fouchard
    │   │
    │   ├─> Ulric (-1166), seigneur de Deuilly
    │   │
    │   ├─> Eudes (-1197), 
évêque de Toul

    │   │
    │   ├─> Hugues, chanoine à Toul
    │   │
    │   └─> Renaud, cité vers 1150 et vers 1180
    │
    ├─> Gisèle (1090-1141)
    │   X 1) Renard III, 
comte de Toul

    │   X 2) 
Renaud le Borgne
 (-1149), 
comte de Bar

    │
    ├─> Stéphanie (-1160/88)
    │   X 
Frédéric 
I
er
 († 1160), 
comte de Ferrette

    │
    └─> Judith (-1163), abbesse de Remiremont, puis de Saint-Pierre à Metz
```

#### Comtes de Flandre
```
Thierry II
 (1055-1115), duc de Lorraine (
*
)
X 2) Gertrude de Flandre (-1117)
│
└2> 
Thierry
 (1100-1168), 
comte de Flandre

    X 1) Marguerite de Clermont
    X 2) 
Sibylle d'Anjou
 (-1165)
    │
    ├1> Laurette d'Alsace (v. 1120 † 1175)
    │   X 
Raoul 
I
er
 (1085-1152), 
comte de Vermandois

    │
    ├2> 
Philippe
 (1143-1194), comte de Flandre
    │       X 1) 
Élisabeth de Vermandois
 (1143-1183)
    │       X 2) Mahaut de Portugal
    │
    ├2> 
Matthieu
 (-1173), 
comte de Boulogne

    │       X 1) Marie de Blois
    │       X 2) Eléonore de Vermandois
    │       │
    │       ├─> 
Ide
 (1216), comtesse de Boulogne
    │       │   X 
Renaud de Dammartin

    │       │
    │       └─> Mathilde (-1210)
    │           X 
Henri 
I
er
 de Brabant

    │
    ├─> 
Marguerite
 (-1194), comtesse de Flandre
    │   X 1) 
Raoul II de Vermandois

    │   X 2) 
Baudouin V de Hainaut
 (1128-1195),  
    │
    ├─> Gertrude d'Alsace (†1186)
    │   X 
Humbert III de Savoie

    │
    ├─> Mathilde, abbesse de 
Fontevraud

    │
    └─> Pierre (†1176), évêque de Cambrai
```

#### Comtes de Toul
```
Mathieu 
I
er
 (1122-1176), duc de Lorraine (
*
)
X 
Judith de Hohenstaufen
 (1123-1195)
│
└─> 
Mathieu de Lorraine, comte de Toul
 († 1208)
    X Béatrice de Dampierre (-1206)
    │
    ├─> 
Frédéric V
 (-1250), comte de Toul
    │   X Agnès de Ferrette, dame de Montreux
    │   │
    │   ├─> Eudes (-1270), comte de Toul
    │   │   X 1) Isabelle 
    │   │   X 2) Gillette de Passavant
    │   │   │
    │   │   ├1> Frederick, seigneur de Charmes et de Fontenoy
    │   │   │   │
    │   │   │   ├─> Matthieu
    │   │   │   │
    │   │   │   ├─> Eudes
    │   │   │   │
    │   │   │   ├─> Ferry 
    │   │   │   │
    │   │   │   └─> Anne, abbesse de Säkkingen
    │   │   │
    │   │   ├1> Gui
    │   │   │
    │   │   ├1> Isabelle
    │   │   │   X Simonin de Rosiéres
    │   │   │
    │   │   └1> Marguerite
    │   │
    │   ├─> Matthieu
    │   │
    │   ├─> Fréderic, seigneur de Charmes, chanoine à Metz (-1297)
    │   │
    │   ├─> Jean
    │   │   X Alix
    │   │
    │   ├─> Ulrich
    │   │
    │   ├─> Robert (-1319), seigneur de Montreux-en-Ferrette
    │   │   │
    │   │   ├─> Frédéric, seigneur de Montreux-en-Ferrette et d'Hardémont
    │   │   │   X Audate, dame de Polaincourt, d'Allenjoie et de Châteaurouillard
    │   │   │   │
    │   │   │   └─> 
seigneurs de Montreux-en-Ferrette et d'Hardémont

    │   │   │
    │   │   └─> Jean de Montreux
    │   │       X Jeanne de Faucogney
    │   │       │
    │   │       ├─> Thiébaud
    │   │       │
    │   │       ├─> Ferri (-1386)
    │   │       │
    │   │       ├─> Thierry
    │   │       │
    │   │       └─> Robert
    │   │
    │   ├─> Philippe
    │   │
    │   └─> Henri
    │
    ├─> 
Reinhard
 (-1259), seigneur de Coussey et de Saint-Rémy
    │   X Elisabeth de Reynel
    │   │
    │   ├─> Matthias (-1294), seigneur de Saint-Rémy
    │   │   X 1) Alix de Parroye
    │   │   X 2) Simone
    │   │
    │   ├─> Godefroy
    │   │
    │   ├─> Gaucher
    │   │
    │   ├─> Philippe
    │   │
    │   ├─> Gauthier
    │   │   X Marie 
    │   │   │
    │   │   ├─> Guillaume
    │   │   │
    │   │   └─> Catherine
    │   │
    │   ├─> Walter, +before 1298
    │   │   │
    │   │   ├─> Matthieu
    │   │   │   X Alix de Parroye
    │   │   │
    │   │   └─> Béatrice
    │   │       X Richard de Dompmartin
    │   │
    │   └─> Ferry 
    │
    └─> Henri
```

### Maison de Lorraine-Vaudémont
```
Jean 
I
er
 de Lorraine
 (1346-1390), duc de Lorraine (
*
)
 X 1) Sophie de Wurtemberg (-1369)
 X 2) Marguerite de Loos et de Chiny (-1372) 
 │
 └1> 
Ferry 
I
er
 (1370-1415), comte de Vaudémont
     X 
Marguerite de Joinville
, comtesse de Vaudémont (
*
)
     │
     ├─> 
Antoine
 (1395-1458), comte de Vaudémont
     │   X 
Marie d’Harcourt
 (1398-1476)
     │   │
     │   ├─> 
Ferry II
 (1428-1470), comte de Vaudémont
     │   │   X 
Yolande d'Anjou
 (1428-1484) (
*
)
     │   │   │
     │   │   ├─> 
René II de Lorraine
 (1451-1508), duc de Lorraine
     │   │   │   X 1) 
Jeanne d'Harcourt
 ( -1488)
     │   │   │   X 2) 
Philippe de Gueldre
 (1465-1547)
     │   │   │   │  
     │   │   │   ├─> 2) Charles (1486-jeune)
     │   │   │   │  
     │   │   │   ├─> 2) François (1487-1487)
     │   │   │   │  
     │   │   │   ├─> 2) 
Antoine de Lorraine
 (1489-1544), duc de Lorraine
     │   │   │   │   X 
Renée de Bourbon-Montpensier
 (1494-1539)
     │   │   │   │   │
     │   │   │   │   ├─> 
François 
I
er
 de Lorraine
 (1517-1545), duc de Lorraine
     │   │   │   │   │   X 
Christine de Danemark
 (1521-1590)
     │   │   │   │   │   │
     │   │   │   │   │   ├─> 
Charles III de Lorraine
 (1543-1608), duc de Lorraine
     │   │   │   │   │   │   X 
Claude de France
 (1547-1575)
     │   │   │   │   │   │   │
     │   │   │   │   │   │   ├─> 
Henri II de Lorraine
 (1563-1624), duc de Lorraine
     │   │   │   │   │   │   │   X 1)  
Catherine de Bourbon
 (1559-1604)
     │   │   │   │   │   │   │   X 2) 
Marguerite de Mantoue
 (1591-1632)
     │   │   │   │   │   │   │   │
     │   │   │   │   │   │   │   ├2> 
Nicole de Lorraine
 (1608-1657), duchesse de Lorraine

     │   │   │   │   │   │   │   │   X 1631 )(1635 
Charles IV
 (1604-1675), duc de Lorraine (
*
)
     │   │   │   │   │   │   │   │
     │   │   │   │   │   │   │   └2> Claude de Lorraine (1612-1648)

     │   │   │   │   │   │   │       X 1634 à 
Nicolas-François
 (1609-1670), duc de Lorraine (
*
)
     │   │   │   │   │   │   │
     │   │   │   │   │   │   ├─> 
Christine
 (1565-1637)
     │   │   │   │   │   │   │   X 1589 
Ferdinand 
I
er
 de Médicis
, 
grand-duc de Toscane
 (1549-1609)
     │   │   │   │   │   │   │
     │   │   │   │   │   │   ├─> 
Charles
 (1567-1607), cardinal de Lorraine, 
évêque de Metz
, puis 
de Strasbourg

     │   │   │   │   │   │   │
     │   │   │   │   │   │   ├─> Antoinette (1568-1610)
     │   │   │   │   │   │   │   X 1599 Jean-Guillaume (1562-1609), duc de Juliers et de Berg
     │   │   │   │   │   │   │
     │   │   │   │   │   │   ├─> Anne (1569-1676)
     │   │   │   │   │   │   │
     │   │   │   │   │   │   ├─> 
François II de Lorraine
 (1572-1632), comte de Vaudémont, duc de Lorraine
     │   │   │   │   │   │   │   X 
Chrétienne de Salm
 (1575-1627)
     │   │   │   │   │   │   │   │
     │   │   │   │   │   │   │   ├─> Henri (1602-1611), marquis de Hattonchatel
     │   │   │   │   │   │   │   │
     │   │   │   │   │   │   │   ├─> 
Charles IV de Lorraine
 (1604-1675), duc de Lorraine

     │   │   │   │   │   │   │   │   X1) 1631 )(1635 
Nicole de Lorraine
 (1608-1657) (
*
)
     │   │   │   │   │   │   │   │   X2) 1637 Béatrix de Cusance (1614-1663)
     │   │   │   │   │   │   │   │   X3) 1665 Marie Louise d'Aspremont (1651-1692)
     │   │   │   │   │   │   │   │   │ 
     │   │   │   │   │   │   │   │   ├2> Joseph (1637-1638)
     │   │   │   │   │   │   │   │   │ 
     │   │   │   │   │   │   │   │   ├2> Anne (1639-1720)
     │   │   │   │   │   │   │   │   │   X 1660 François Marie de Lorraine (1624-1694), duc de Lillebonne (
*
)
     │   │   │   │   │   │   │   │   │ 
     │   │   │   │   │   │   │   │   └2> 
Charles Henri de Lorraine-Vaudémont
 (1649-1723), comte puis prince de Vaudémont 
     │   │   │   │   │   │   │   │       X 1669 Anne Elisabeth de Lorraine (1649-1714) (
*
)
     │   │   │   │   │   │   │   │       │ 
     │   │   │   │   │   │   │   │       └─> Charles Thomas (1670-1704), maréchal de l'Empire
     │   │   │   │   │   │   │   │
     │   │   │   │   │   │   │   ├─>  Henriette (1605-1660)

     │   │   │   │   │   │   │   │   X 1) 1621 
Louis de Guise
 (-1631), prince de Phalsbourg et Lixheim (
*
)
     │   │   │   │   │   │   │   │   X 2) 1643 Charles Guasco marquis de Sallerio
     │   │   │   │   │   │   │   │   X 3) 1652 François Grimaldi († 1693)
     │   │   │   │   │   │   │   │
     │   │   │   │   │   │   │   ├─> 
Nicolas-François de Lorraine
 (1609-1670), duc de Lorraine

     │   │   │   │   │   │   │   │   X Claude de Lorraine (1612-1648) (
*
)
     │   │   │   │   │   │   │   │   │ 
     │   │   │   │   │   │   │   │   ├─> Ferdinand Philippe (1639-1659)
     │   │   │   │   │   │   │   │   │ 
     │   │   │   │   │   │   │   │   ├─> 
Charles V de Lorraine
 (1643-1690), duc de Lorraine
     │   │   │   │   │   │   │   │   │   X 
Éléonore d'Autriche (1653-1697)

     │   │   │   │   │   │   │   │   │   │
     │   │   │   │   │   │   │   │   │   └─> 
Léopold 
I
er
 de Lorraine
 (1679-1729), duc de Lorraine                                                           
     │   │   │   │   │   │   │   │   │   │   X 
Élisabeth-Charlotte d'Orléans
 (1676-1744)
     │   │   │   │   │   │   │   │   │   │   │
     │   │   │   │   │   │   │   │   │   │   ├─> Léopold (1699-1700)
     │   │   │   │   │   │   │   │   │   │   │
     │   │   │   │   │   │   │   │   │   │   ├─> Elisabeth Charlotte (1700-1711) 
     │   │   │   │   │   │   │   │   │   │   │
     │   │   │   │   │   │   │   │   │   │   ├─> Louise Christine (1701-1701)
     │   │   │   │   │   │   │   │   │   │   │
     │   │   │   │   │   │   │   │   │   │   ├─> Marie Gabrièle Charlotte (1702-1711)
     │   │   │   │   │   │   │   │   │   │   │
     │   │   │   │   │   │   │   │   │   │   ├─> Louis (1704-1711) 
     │   │   │   │   │   │   │   │   │   │   │
     │   │   │   │   │   │   │   │   │   │   ├─> Josèphe Gabrièle (1705-1708)
     │   │   │   │   │   │   │   │   │   │   │
     │   │   │   │   │   │   │   │   │   │   ├─> Gabrièle Louise (1706-1709)
     │   │   │   │   │   │   │   │   │   │   │
     │   │   │   │   │   │   │   │   │   │   ├─> Léopold Clement Charles (1707-1723)
     │   │   │   │   │   │   │   │   │   │   │
     │   │   │   │   │   │   │   │   │   │   ├─> 
François III de Lorraine
 (1708-1765)
     │   │   │   │   │   │   │   │   │   │   │   X 
Marie-Thérèse d'Autriche
 (1717-1781)
     │   │   │   │   │   │   │   │   │   │   │   │
     │   │   │   │   │   │   │   │   │   │   │   └─> 
Maison de Habsbourg-Lorraine

     │   │   │   │   │   │   │   │   │   │   │
     │   │   │   │   │   │   │   │   │   │   ├─> Eléonore (1710-1710)
     │   │   │   │   │   │   │   │   │   │   │
     │   │   │   │   │   │   │   │   │   │   ├─> Elisabeth Therese (1711-1741)
     │   │   │   │   │   │   │   │   │   │   │   X 1737 
Charles-Emmanuel III
, 
roi de Sardaigne
 (1701-1773) 
     │   │   │   │   │   │   │   │   │   │   │
     │   │   │   │   │   │   │   │   │   │   ├─> 
Charles Alexandre de Lorraine
 (1712-1780), gouverneur des Pays-Bas autrichiens 
     │   │   │   │   │   │   │   │   │   │   │
     │   │   │   │   │   │   │   │   │   │   └─> 
Anne Charlotte de Lorraine
 (1714-1773), abbesse à Remiremont et 
Mons

     │   │   │   │   │   │   │   │   │   │
     │   │   │   │   │   │   │   │   │   ├─> 
Charles Joseph
 (1680-1715), 
archevêque de Trèves

     │   │   │   │   │   │   │   │   │   │
     │   │   │   │   │   │   │   │   │   ├─> Eléonore (1682-1682)
     │   │   │   │   │   │   │   │   │   │
     │   │   │   │   │   │   │   │   │   ├─> Charles Ferdinand (1683-1685)
     │   │   │   │   │   │   │   │   │   │
     │   │   │   │   │   │   │   │   │   ├─> Joseph (1685-1705), général dans l'armée impériale
     │   │   │   │   │   │   │   │   │   │
     │   │   │   │   │   │   │   │   │   └─> François (1689-1715), abbé de Malmédy
     │   │   │   │   │   │   │   │   │ 
     │   │   │   │   │   │   │   │   ├─> Anne Eléonore (1645-1646)
     │   │   │   │   │   │   │   │   │ 
     │   │   │   │   │   │   │   │   ├─> Anne Marie, morte jeune
     │   │   │   │   │   │   │   │   │ 
     │   │   │   │   │   │   │   │   └─> Marie Anne Thérèse (1648-1661), abbesse de Remiremont
     │   │   │   │   │   │   │   │
     │   │   │   │   │   │   │   ├─> Marguerite (1615-1672)
     │   │   │   │   │   │   │   │   X 
Gaston d'Orléans
 (1608-1660)
     │   │   │   │   │   │   │   │
     │   │   │   │   │   │   │   └─> Christine (1621-1622)
     │   │   │   │   │   │   │
     │   │   │   │   │   │   ├─> Catherine (1573-1648), abbesse de Remiremont 
     │   │   │   │   │   │   │
     │   │   │   │   │   │   ├─> Elisabeth (1574-1636)
     │   │   │   │   │   │   │   X 1599 
Maximilien 
I
er
 (1573-1651), 
électeur de Bavière

     │   │   │   │   │   │   │
     │   │   │   │   │   │   └─> Claude (1574-1576)
     │   │   │   │   │   │
     │   │   │   │   │   ├─> Renée (1544-1602)
     │   │   │   │   │   │   X 1568 
Guillaume V de Wittelsbach
, 
duc de Bavière
 (1548-1626)
     │   │   │   │   │   │
     │   │   │   │   │   └─> Dorothée (1545-1621)
     │   │   │   │   │       X 1) 1575 Eric II (-1584), duc de Brunswig-Kalenberg
     │   │   │   │   │       X 2) 1597 Marc de Rye de la Palud (-1598), marquis de Varambon, comte de la Roche et de Villersexel
     │   │   │   │   │
     │   │   │   │   ├─> Anne (1522-1568)
     │   │   │   │   │   X 1) 1540 
René de Chalons
, 
prince d'Orange
 (1519-1544)
     │   │   │   │   │   X 2) 1548 Philippe II (1496-1549) duc de Croy-Aerschot 
     │   │   │   │   │
     │   │   │   │   ├─> 
Nicolas
 (1524-1577), comte de Vaudémont et duc de Mercœur 

     │   │   │   │   │   │
     │   │   │   │   │   └─> 
Maison de Mercœur

     │   │   │   │   │
     │   │   │   │   ├─> Jean (1526-1532)
     │   │   │   │   │
     │   │   │   │   ├─> Antoine (1528-jeune)
     │   │   │   │   │
     │   │   │   │   └─> Elisabeth (1530-jeune)
     │   │   │   │  
     │   │   │   ├─> Anne (1490-1491)
     │   │   │   │  
     │   │   │   ├─> Nicolas (1493-jeune)
     │   │   │   │  
     │   │   │   ├─> Isabelle (1494-1508)
     │   │   │   │  
     │   │   │   ├─> 
Claude
 (1496-1550), 
duc de Guise
, 
comte d'Harcourt
, 
d'Aumale
, 
baron d'Elbeuf
, , 
Mayenne
 et 
sire de Joinville
 

     │   │   │   │   │
     │   │   │   │   └─> 
Maison de Guise

     │   │   │   │  
     │   │   │   ├─> 
Jean
 (1498-1550), cardinal, 
évêque de Toul
, 
de Metz
 et 
de Verdun

     │   │   │   │  
     │   │   │   ├─> 
Louis
 (1500-1528), évêque de Verdun, comte de Vaudémont
     │   │   │   │  
     │   │   │   ├─> Claude (1502-jeune)
     │   │   │   │  
     │   │   │   ├─> Catherine (1502-jeune)
     │   │   │   │  
     │   │   │   └─> François (1506-1525), comte de Lambesc
     │   │   │
     │   │   ├─> Nicolas (-1476), seigneur de Joinville et de Bauffremont
     │   │   │
     │   │   ├─> Pierre (-1451)
     │   │   │
     │   │   ├─> Jeanne (1458-1480)
     │   │   │   X 
Charles IV
 (1436 † 1481), duc d'Anjou
     │   │   │
     │   │   ├─> Yolande (-1500)
     │   │   │   X 
Guillaume II
, landgrave de Hesse († 1509)
     │   │   │
     │   │   └─> Marguerite (1463-1521)
     │   │       X 
René
 (1454 † 1492), 
duc d'Alençon

     │   │
     │   ├─> 
Jean VIII
 (-1473), comte d'Harcourt, d'Aumale et baron d'Elbeuf
     │   │
     │   ├─> 
Henri
 (-1505), 
évêque de Thérouanne
 (1447-1484), puis 
de Metz
 (1484-1505)
     │   │
     │   └─> Marie (-1455)
     │       X 
Alain IX
 († 1462), 
vicomte de Rohan

     │
     ├─> Isabelle (1397-1456)
     │   X Philippe 
I
er
 comte de Nassau († 1429)
     │
     └─> Marguerite
         X Thiébaud, seigneur de Blamont († 1431)
```

#### Maison de Mercœur
```
Antoine de Lorraine
 (1489-1544), duc de Lorraine
X 
Renée de Bourbon-Montpensier
 (1494-1539)
│
└─> 
Nicolas
 (1524-1577), comte de Vaudémont et duc de Mercœur 
    X 1) 
1549
 
Marguerite d'Egmont
 (1517-1554)
    X 2)  
1555
 
Jeanne de Savoie-Nemours
 (1532-1568)
    X 3) 
1569
 Catherine de Lorraine-Aumale (1550-1606)
    │
    ├1> Marguerite (1550-jeune)
    │
    ├1> Catherine (1551-jeune)
    │
    ├1> Henri (1552-jeune), comte de Chaligny
    │
    ├1> 
Louise de Lorraine
 (1553-1601) 
    │   X 
1575
 
Henri III
 (1551-1589), roi de France
    │
    ├2> 
Philippe-Emmanuel de Lorraine
 (1558-1602), duc de Mercœur
    │   X 
1576
  
Marie de Luxembourg
 (1562-1623), 
duchesse de Penthièvre

    │   │
    │   ├─> Philippe Louis (1589-1590)
    │   │
    │   └─> 
Françoise
 (1592-1669)
    │       X 1609 
César de Bourbon
 (1594-1665), 
duc de Vendôme
.
    │
    ├2> 
Charles de Lorraine
 (1561-1587), cardinal, 
évêque de Toul
 et 
de Verdun
,
    │
    ├2> Jean (1563-jeune)
    │
    ├2> Marguerite (1564-1625) 
    │   X 1) 1581 Anne (1561-1587), duc de Joyeuse
    │   X 2) 1599 François de Montmorency-Luxembourg († 1613), duc de Piney
    │
    ├2> Claude (1566-jeune)
    │
    ├2> François (1567-1596)
    │
    ├3> Antoine (1572-1587)
    │
    ├3> 
Henri
 (1570-1600), comte de Chaligny
    │   X 
1585
 Claude (1572 † 1627), marquise de Moy
    │   │
    │   ├─> 
Charles
 (1592 † 1631), comte de Chaligny, puis 
évêque de Verdun

    │   │
    │   ├─> Louise (1595 † 1667), dame de Busigny
    │   │   X 1608 Florent (1588 † 1622), prince de Ligne, marquis de Roubaix
    │   │
    │   ├─> Henri (1596 † 1672) comte de Chaligny, et marquis de Moy
    │   │
    │   └─> 
François
 (1599 † 1672), 
évêque de Verdun
, puis comte de Chaligny
    │       X Christine de Massauve, baronne de Saint-Menge
    │
    ├3> Christine (1571-jeune)
    │
    ├3> Louise (1575-jeune)
    │
    └3> 
Éric
 (1576-1623), évêque de Verdun (1595-1611)
```

#### Maison de Guise

ducs de Guise

ducs de Mayenne

```
René II de Lorraine
 (1451-1508), duc de Lorraine (
*
)
X 
Philippine de Gueldre
 (1465-1547)
│  
└─> 
Claude
 (1496-1550), 
duc de Guise
, 
comte d'Harcourt
, 
d'Aumale
, 
baron d'Elbeuf
,
       
de Mayenne
 et 
sire de Joinville

    X 
1513
 
Antoinette de Bourbon-Vendôme
 (1493-1583)
    │  
    ├─> 
Marie
 (1515-1560)
    │   X 1) 1534 Louis (-1537), duc de Longueville
    │   X 2) 1538 
Jacques V
 (1512-1542), roi d'Écosse.
    │  
    ├─> 
François
 (1519-1563), 
2
e
 duc de Guise, chef catholique, lieutenant général du royaume.
    │   X 1548 
Anne d'Este
 (1531-1607)
    │   │  
    │   ├─> 
Henri 
I
er
 le balafré
 (1550 † 1588), duc de Guise
    │   │   X 1570 
Catherine de Clèves
 (1548-1633)
    │   │   │  
    │   │   ├─> 
Charles 
I
er
, (1571-1640), duc de Guise
    │   │   │   X 
Henriette Catherine de Joyeuse
 (1585-1656)
    │   │   │   │  
    │   │   │   ├─> François (1612-1639), prince de Joinville
    │   │   │   │  
    │   │   │   ├─> 
Henri II
 (1614-1664), archevêque de Reims (1629-40), puis duc de Guise
    │   │   │   │   X 1) 1639 
Anne de Gonzague de Clèves

    │   │   │   │   X 2) 1641 (séparés en 1643) Honoratia de Grimberghe (-1679)
    │   │   │   │  
    │   │   │   ├─> 
Marie
 (1615-1688), duchesse de Guise, princesse de Joinville
    │   │   │   │  
    │   │   │   ├─> Charles Louis (1618-1637), duc de Joyeuse
    │   │   │   │  
    │   │   │   ├─> Françoise Renée (1621-1682), abbesse de l'
abbaye de Montmartre

    │   │   │   │  
    │   │   │   ├─> 
Louis
 (1622-1654), duc de Joyeuse et d'Angoulême
    │   │   │   │   X 1649 Françoise (1621-1696), 
duchesse d'Angoulême

    │   │   │   │   │  
    │   │   │   │   ├─> 
Louis Joseph
 (1650-1671), duc de Guise et de Joyeuse
    │   │   │   │   │   X 1667 Elisabeth d'Orléans (1646-1696)
    │   │   │   │   │   │  
    │   │   │   │   │   └─> 
François Joseph
 (1670-1675), duc de Guise et de Joyeuse
    │   │   │   │   │  
    │   │   │   │   └─> Catherine Henriette (1651-1655)
    │   │   │   │  
    │   │   │   └─> Roger (1624-1653)
    │   │   │  
    │   │   ├─> Henri (1572-1574)
    │   │   │  
    │   │   ├─> Catherine (1573-1573)
    │   │   │  
    │   │   ├─> 
Louis de Lorraine
 (1575-1621), cardinal de Guise, 
archevêque de Reims

    │   │   │  │
    │   │   │  ├i> Charles Louis de Lorraine (-1668), évêque de Condom
    │   │   │  │
    │   │   │  ├i> Achille de Lorraine (1615-1648), prince de Guise
    │   │   │  │
    │   │   │  ├i> Henri Hector de Lorraine (1620-1668)
    │   │   │  │
    │   │   │  ├i> Charlotte (-1664) abbesse de l'
abbaye Saint-Pierre-les-Dames

    │   │   │  │
    │   │   │  └i> Louise (1621-1652)
    │   │   │  
    │   │   ├─> Charles (1576-1576)
    │   │   │  
    │   │   ├─> Marie (1577-1582)
    │   │   │  
    │   │   ├─> Claude (1578-1657), 
duc de Chevreuse

    │   │   │   X 1622 Marie Aimée de Rohan (1600-1679)
    │   │   │   │  
    │   │   │   ├─> Anne Marie (1624-1652), abbesse de l'
abbaye du Pont-aux-Dames

    │   │   │   │  
    │   │   │   ├─> Charlotte Marie (1627-1652)
    │   │   │   │  
    │   │   │   └─> Henriette (1631-1693), abbesse de l'
abbaye Notre-Dame de Jouarre

    │   │   │  
    │   │   ├─> Catherine (1579-jeune)
    │   │   │  
    │   │   ├─> Christine (1580-1580)
    │   │   │  
    │   │   ├─> François (1581-1582)
    │   │   │  
    │   │   ├─> Renée (1585-1626), abbesse de Saint Pierre à Reims
    │   │   │  
    │   │   ├─> Jeanne (1586-1638), abbesse de Jouarre
    │   │   │  
    │   │   ├─> Louise Marguerite (1588-1631)
    │   │   │   X 1605 
François de Bourbon
 (1558-1614), 
prince de Conti

    │   │   │  
    │   │   └─> François Alexandre (1589-1614)
    │   │  
    │   ├─> 
Catherine Marie
  (1552 † 1596)
    │   │   X 1570 
Louis de Bourbon
 (1513-1582), 
duc de Montpensier

    │   │  
    │   ├─> 
Charles
 (1554-1611), duc de Mayenne
    │   │   X 1576 Henriette de Savoie-Villars († 1611)
    │   │   │  
    │   │   ├─> 
Henri
 (1578-1621), duc de Mayenne et d'Aguillon
    │   │   │   X 
1599
 
Henriette de Nevers
 (1571-1601)
    │   │   │  
    │   │   ├─> Charles Emmanuel (1581-1609), comte de Sommerive
    │   │   │  
    │   │   ├─> 
Catherine
 (1585-1618)
    │   │   │   X 1599 
Charles 
I
er
 Gonzague
 (1580-1637), 
duc de Mantoue

    │   │   │  
    │   │   └─> Renée (-1638)
    │   │       X 1613 Mario II Sforza (1594-1658), duc d'Ognano et de Segni, conte de Santa-Fiora
    │   │  
    │   ├─> 
Louis
 (1555-1588), cardinal de Guise
    │   │   │  
    │   │   └i> 
Louis (1588-1631)
, baron d'Ancerville, prince de Phalsbourg et Lixheim

    │   │       X 1621 
Henriette de Lorraine (1605-1660)
 (
*
)
    │   │  
    │   ├─> Antoine (1557 † 1560)
    │   │  
    │   ├─> François (1559 † 1573)
    │   │  
    │   └─> Maximilien (1562 † 1567)
    │  
    ├─> Louise (1520-1542)
    │   X 1) 1541 Charles 
I
er
 de Croy (-1551), duc d'Arschot
    │  
    ├─> Renée (1522-1602), abbesse de Saint-Pierre à Reims
    │  
    ├─> 
Charles
 (1524-1574), cardinal de Lorraine, 
archevêque de Reims
.
    │  
    ├─> 
Claude
 (1526-1573), duc d'Aumale 

    │   │  
    │   └─> 
Maison d'Aumale

    │  
    ├─> 
Louis
 (1527-1578), cardinal de Guise, 
évêque de Metz
, 
archevêque de Sens

    │  
    ├─> Philippe (1529-1529)
    │  
    ├─> Pierre (1530-jeune)
    │  
    ├─> Antoinette (1531-1561), abbesse de Faremoutier
    │  
    ├─> François (1534-1563)
    │  
    └─> 
René II
 (1536-1566), duc d'Elbeuf 

        │  
        └─> 
Maison d'Elbeuf
```

##### Maison d'Aumale

ducs d'Aumale

```
Claude
 (1496-1550), 
duc de Guise
 (
*
)
X 
1513
 
Antoinette de Bourbon-Vendôme
 (1493-1583)
│ 
└─> 
Claude
 (1526-1573), duc d'Aumale
    X 
Louise de Brézé
 (1518 † 1577)
    │  
    ├─> Henri (1549-1559)
    │  
    ├─> Catherine (1550-1606), mariée en 1569 à 
Nicolas de Lorraine
 († 1577), duc de Mercœur (
*
) 
    │  
    ├─> Madeleine Diane (1554-jeune)
    │  
    ├─> 
Charles 
I
er
 (1555-1631), duc d'Aumale 
    │   X 
1576
 Marie de Lorraine (1555-1605) (
*
)
    │   │  
    │   ├─> Charles (1580-jeune)
    │   │  
    │   ├─> Henri (-jeune)
    │   │  
    │   ├─> Marguerite (-jeune)
    │   │  
    │   ├─> 
Anne
 (1600-1638)
    │   │   X 1618 
Henri de Savoie
 (1572-1632), 
duc de Nemours

    │   │  
    │   └─> Marie, mariée en 1615 à Ambroise, marquis de Spinola
    │  
    ├─> Diane (1558-1586)
    │   X 1576 François de Montmorency (-1638), comte de Luxembourg-Piney
    │  
    ├─> Antoinette (1560-jeune)
    │  
    ├─> Antoinette Louise (1561-1643), abbesse de Soissons
    │  
    ├─> Antoine (1562-jeune)
    │  
    ├─> Claude (1564-1591), abbé de Saint-Pere à Chartres
    │  
    ├─> Marie (1565-1627), abbesse de Chelles
    │  
    └─> Charles (1566-1568)
```

##### Maison d'Elbeuf

ducs d'Elbeuf

comtes d'Harcourt

```
Claude
 (1496-1550), 
duc de Guise
 (
*
)
X 
1513
 
Antoinette de Bourbon-Vendôme
 (1493-1583)
│  
└─> 
René II
 (1536-1566), duc d'Elbeuf 
    X 
1555
 Louise de Rieux (1531-1570)
    │  
    ├─> Marie (1555-1605)
    │   X 1576 
Charles 
I
er
 de Lorraine
 (1555-1631), duc d'Aumale (
*
)
    │  
    └─> 
Charles 
I
er
 (1556-1605), marquis puis duc d'Elbeuf
        X 
1583
 Marguerite de Chabot (1565-1652)
        │  
        ├─> Claude Eléonore (1588-1654)
        │   X 1600 Louis Gouffier († 1642), duc de Roannais 
        │  
        ├─> 
Charles II
 (1596-1657), duc d'Elbeuf
        │   X  
1619
 Catherine Henriette de Bourbon (1596-1663)
        │   │  
        │   ├─> 
Charles III
 (1620-1692), duc d'Elbeuf
        │   │   X 1) 1648 Anne Elisabeth de Lannoy (1626-1654)
        │   │   X 2) 1656 Elisabeth de La Tour d'Auvergne (1635-1680)
        │   │   X 3) 1684 Françoise de Montault de Navailles (1653-1717)
        │   │   │  
        │   │   ├1> Anne Elisabeth (1649-1714)

        │   │   │   X 1669 Charles Henri de Lorraine-Vaudémont (1649-1723) (
*
)
        │   │   │  
        │   │   ├1> Charles (1650-1690)
        │   │   │  
        │   │   ├2> Henri Fréderic (1657-1666), comte de Rieux
        │   │   │  
        │   │   ├2> Marie Eléonore (1658-1731), abbesse de Saint-Jacques
        │   │   │  
        │   │   ├2> Marie Françoise (1659-), abbesse de Saint-Germain
        │   │   │  
        │   │   ├2> 
Henri
 (1661-1748), duc d'Elbeuf
        │   │   │   X 1677 Charlotte de Rochechouart (1660-1729)
        │   │   │   │  
        │   │   │   ├─> Philippe (1678-1705)
        │   │   │   │  
        │   │   │   ├─> Armande Charlotte (1683-1701)
        │   │   │   │  
        │   │   │   └─> Charles (1685-1705)
        │   │   │  
        │   │   ├2> Louis (1662-1693), abbé d'Orcamp
        │   │   │  
        │   │   ├2> 
Emmanuel Maurice
 (1677-1763), duc d'Elbeuf
        │   │   │   X 1713 Marie Thérèse de Stramboni (-1745)
        │   │   │   X 1747 
Innocente Catherine de Rougé du Plessis-Bellière
 (1707-1794)
        │   │   │  
        │   │   ├3> Suzanne Henriette (1686-1710)
        │   │   │   X 1704 
Charles III
 (1652-1708), 
duc de Mantoue

        │   │   │  
        │   │   └3> Louise Anne Radegonde (1689-1726), abbesse de Saint-Saens
        │   │  
        │   ├─> Henri (1620-1648), abbé d'
Homblières

        │   │  
        │   ├─> François Marie (1624-1694), prince de Lillebonne, duc de Joyeuse

        │   │   X 1) 1658 Christine d'Estrees (-1658)
        │   │   X 2) 1660 Anne de Lorraine (1639-1720) (
*
)
        │   │   │  
        │   │   ├─> Charles François (1661-1702), duc de Joyeuse
        │   │   │  
        │   │   ├─> Béatrice Hiéronyme (1662-1738), abbesse de Remiremont 
        │   │   │  
        │   │   ├─> Thérése (1663-1671)
        │   │   │  
        │   │   ├─> Marie Elisabeth (1664-1748)
        │   │   │   X 1691 Louis de Melun (1673-1704), prince d'Epinay, duc de Joyeuse
        │   │   │  
        │   │   ├─> Marie Françoise (1666-1669)
        │   │   │  
        │   │   ├─> Sébastienne (1667-1669)
        │   │   │  
        │   │   ├─> Jeanne Françoise (1668-1680)
        │   │   │  
        │   │   ├─> Henri Louis (1669-1670)
        │   │   │  
        │   │   └─> Jean François Paul (1672-1693), duc de Joyeuse
        │   │  
        │   ├─> Catherine (1626-1645), nonne
        │   │  
        │   ├─> François Louis (1627-1694), 
comte d'Harcourt

        │   │   X 1645 Anne d'Ornano (-1695)
        │   │   │  
        │   │   ├─> François, né avant le mariage de ses parents, reconnu en 1694
        │   │   │  
        │   │   ├─> Marie Angélique (1646-1674)
        │   │   │   X 1671 
Dom Nuno Álvares Pereira de Melo
, 
duc de Cadaval
 (+1727)
        │   │   │  
        │   │   ├─> Alfonse Henri Charles (1648-1719), dit le prince d'Harcourt et de Guise
        │   │   │   X 1667 Françoise de Brancas (-1715)
        │   │   │   │  
        │   │   │   ├─> Suzanne (1668-1671)
        │   │   │   │  
        │   │   │   ├─> Marie (1669-1671)
        │   │   │   │  
        │   │   │   ├─> Anne (1670-1671)
        │   │   │   │  
        │   │   │   ├─> Anne Marguerite (1675-)
        │   │   │   │  
        │   │   │   ├─> Charles (1675-)
        │   │   │   │  
        │   │   │   ├─> Anne Marie Joseph (1679-1739), dit le prince d'Harcourt et de Guise

        │   │   │   │   X 1705 Marie Louise Chrétienne Jeannin de Castille (1680-1736)
        │   │   │   │   │  
        │   │   │   │   ├─> Louise Henriette Françoise (1708-1737)
        │   │   │   │   │   X 1725 
Emmanuel-Théodose de La Tour d'Auvergne, duc de Bouillon
 et d'Albret
        │   │   │   │   │  
        │   │   │   │   ├─> Marie Elisabeth Sophie (1710-1740)
        │   │   │   │   │   X 1734 Louis François Armand de Richelieu (-1788)
        │   │   │   │   │  
        │   │   │   │   └─> Louis Marie Léopold (1720-1747), dit le prince d'Harcourt et de Guise
        │   │   │   │  
        │   │   │   ├─> François Marie (1684-1705), dit le prince de Montlaur
        │   │   │   │  
        │   │   │   └─> François Marie (1686-1706), dit le prince de Maubec
        │   │   │  
        │   │   ├─> César (+1675), comte de Montlaur
        │   │   │  
        │   │   ├─> Marie Anne (1656-1699), abbesse de Montmartre
        │   │   │  
        │   │   └─> Charles (1660-1683), dit l'abbé d'Harcourt
        │   │  
        │   └─> Marie Marguerite Ignace (1628-1679), dite 
mademoiselle d'Elbeuf
                 
        │  
        ├─> Henriette (1599-1669), abbesse de Soissons
        │  
        ├─> 
Henri
 (1601-1666), comte d'Harcourt, d'Armagnac et de Brionne dit « Cadet la Perle »
        │   X 
Marguerite-Philippe du Cambout
 (1622-1674)
        │   │  
        │   ├─> Armande Henriette (1640-1684), abbesse de Soissons
        │   │  
        │   ├─> 
Louis
 (1641-1718), comte d'Armagnac, de Charny et de Brionne
        │   │   X 1660 Catherine de Neufville de Villeroy (1639-1707)
        │   │   │  
        │   │   ├─> 
Henri (1661-1712)
, comte de Brionne
        │   │   │   X 1689 Marie Madeleine d'Epinay (+1714)
        │   │   │   │  
        │   │   │   ├─> 
Louis (1692-1743)
, prince de Lambesc, comte de Brionne et de Braine
        │   │   │   │   X Jeanne Henriette de Durfort (1691-1750)
        │   │   │   │   │  
        │   │   │   │   ├─> Jeanne Louise (1711-)
        │   │   │   │   │  
        │   │   │   │   ├─> Charlotte Louise (1722-1747)
        │   │   │   │   │   X 1745 Alexandre Ferdinand (1704-1773), comte de Thurn et Taxis
        │   │   │   │   │  
        │   │   │   │   ├─> Henriette Julie Gabrielle (1724-1761)
        │   │   │   │   │   X 1739 Dom 
Jaime Álvares Pereira de Melo
, 
duc de Cadaval
 (1684-1749)
        │   │   │   │   │  
        │   │   │   │   ├─> 
Louis-Charles (1725-1761)
, prince de Lambesc, comte de Brionne 
        │   │   │   │   │   X 1) 1740 Louise de Gramont (1725-1742)
        │   │   │   │   │   X 2) 1744 Auguste Malo de Coetquen (1722-1746)
        │   │   │   │   │   X 3) 1748 Louise de Rohan-Rochefort (1734-1815)
        │   │   │   │   │   │  
        │   │   │   │   │   ├3> 
Charles-Eugène
 (1751-1825), prince de Lambesc, duc d'Elbeuf, comte de Brionne
        │   │   │   │   │   │   X 1) Anne Zetzner (1764-1818)
        │   │   │   │   │   │   X 2) 1816 Marie Victoire Folliott de Crenneville (1766-1845)
        │   │   │   │   │   │  
        │   │   │   │   │   ├3> 
Marie Josèphe Thérése
 (1753-1797)
        │   │   │   │   │   │   X 1768 
Victor Amédée
 (1743-1780), prince de Carignan
        │   │   │   │   │   │  
        │   │   │   │   │   ├3> Anne Charlotte (1755-1786), abbesse de Remiremont
        │   │   │   │   │   │  
        │   │   │   │   │   └3> Joseph Marie (1759-1812), prince de Vaudémont
        │   │   │   │   │       X 1778 Louise de Montmorency-Logny (1763-1832)
        │   │   │   │   │  
        │   │   │   │   ├─> 
François Camille
 (1726-1788), abbé de 
Saint Victor
, à Marseille
        │   │   │   │   │  
        │   │   │   │   └─> Henriette Agathe Louise (1731-1766)
        │   │   │   │  
        │   │   │   └─> Marie Louise (1693-1724)
        │   │   │  
        │   │   ├─> Marguerite (1662-1730)
        │   │   │   X 1675 Dom 
Nuno Álvares Pereira de Melo
, 
duc de Cadaval
 (+1727)
        │   │   │  
        │   │   ├─> Françoise (1664-jeune)
        │   │   │  
        │   │   ├─> 
François Armand
 (1665-1728), 
évêque de Bayeux
 (1719-28)
        │   │   │  
        │   │   ├─> Camille (1666-1715), maréchal de Lorraine
        │   │   │  
        │   │   ├─> Armande (1668-1681)
        │   │   │  
        │   │   ├─> Isabelle (1671-jeune)
        │   │   │  
        │   │   ├─> Philippe (1673-1677)
        │   │   │  
        │   │   ├─> Marie (1674-1724)
        │   │   │   X 1688 
Antoine II Grimaldi
 (1661-1731), 
prince de Monaco

        │   │   │  
        │   │   ├─> 
Louis Alphonse
 (1675-1704)
        │   │   │  
        │   │   ├─> Charlotte (1678-1757)
        │   │   │  
        │   │   ├─> François Louis (1680-1712), dit l'abbé d'Armagnac
        │   │   │  
        │   │   ├─> Marguerite (1681-jeune)
        │   │   │  
        │   │   └─> Charles (1684-1751), comte d'Armagnac
        │   │       X 1717 Françoise Adélaide de Noailles (1704-1776)
        │   │  
        │   ├─> Philippe (1643-1702), abbé de Saint Pierre à Chartres, dit le 
chevalier de Lorraine

        │   │  
        │   ├─> Alfonse Louis (1644-1689), abbé de Royaumont, dit le 
chevalier d'Harcourt

        │   │  
        │   ├─> Raimond Bérenger (1647-1686), abbé de Faron de Meaux
        │   │  
        │   └─> Charles (1648-1708), 
comte de Marsan

        │       X 1) 1683 Marie Françoise d'Albret (1650-1692)
        │       X 2) 1696 Catherine Thérèse de Matignon (1662-1699)
        │       │  
        │       ├2> Charles Louis (1696-1755), comte de Marsan, prince de Pons et de Mortagne
        │       │   X 1714 Elizabeth de Roquelaure (1696-1752)
        │       │   │  
        │       │   ├─> Léopoldine Elisabeth Charlotte (1716-)
        │       │   │   X 1733 Jean de Zuniga (+1777), duc de Bejar 
        │       │   │  
        │       │   ├─> Louise Henriette Gabrielle (1718-1788)
        │       │   │   X 1743 Geoffroy Charles de La Tour d'Auvergne (1728-1792), 
duc de Bouillon
 et d'Albret
        │       │   │  
        │       │   ├─> Gaston Jean Baptiste Charles (1721-1743)
        │       │   │   X 1736 Marie Louise Geneviève de Rohan (1720-1803)
        │       │   │   │  
        │       │   │   └─> un fils (-1739)
        │       │   │  
        │       │   ├─> Marguerite Louise Elisabeth (1723-1764), abbesse de Remiremont
        │       │   │  
        │       │   ├─> Louis Joseph (1724-1727)
        │       │   │  
        │       │   └─> 
Louis Camille
 (1725-1782), 
comte de Marsan
, prince de Puyguilhem
        │       │       X 1759 Julie Héléne Rosalie Mancini-Mazarin (1742-)
        │       │  
        │       ├2> Jacques Henri (1698-1734), marquis d'Ambleville, prince de Lixheim
        │       │   X 1721 Marguerite Gabriele de Beauvau-Craon (1707-
p.
 
1790
)
        │       │  
        │       └2> Marie (1699-1699)
        │  
        │  
        ├─> Françoise (1602-1626)       
        │ 
        └─> Catherine (1605-1611)
```

### Sources
- Les comtes de Metz sur le site Foundation for Medieval Genealogy